# Teatro europeo della seconda guerra mondiale
Il teatro europeo della seconda guerra mondiale fu l'area dei combattimenti più importante della seconda guerra mondiale; le azioni belliche continuarono quasi ininterrottamente dal 1º settembre 1939 all'8 maggio 1945, giorno della resa ufficiale della Germania nazista.
Le forze alleate combatterono contro le potenze dell'Asse in tre zone di guerra principali: il fronte orientale, il fronte occidentale e il teatro del Mediterraneo.

## Gli antefatti
Tutti i sei anni di governo precedenti il conflitto, videro Hitler lanciare numerose sfide a Francia e Regno Unito, i vincitori della prima guerra mondiale. La Grande Guerra, costata 2 milioni di soldati ai tedeschi e 3 milioni agli anglo-francesi si era conclusa con la firma del trattato di Versailles che conteneva punizioni estremamente dure per i tedeschi: cessione dell'Alsazia-Lorena alla Francia e di vaste zone orientali alla Polonia, smantellamento dell'aviazione, divieto di possedere mezzi corazzati in un esercito di non più di 100 000 effettivi, consegna della flotta e un risarcimento di 132 miliardi di marchi in oro. Condizioni estremamente punitive per una nazione che, all'11 novembre 1918, aveva le sue truppe ancora attestate nel territorio francese e che contribuirono a creare il mito secondo cui a far perdere la guerra all'impero tedesco sarebbero stati pochi "traditori" non nazionalisti (è il mito della cosiddetta "pugnalata alle spalle"), contro i quali Hitler e il suo Partito Nazionalsocialista Tedesco dei Lavoratori promettevano di vendicarsi una volta saliti al potere. L'anno dopo, con la morte del Reichspräsident, l'anziano maresciallo Paul von Hindenburg, Hitler assunse poteri dittatoriali.

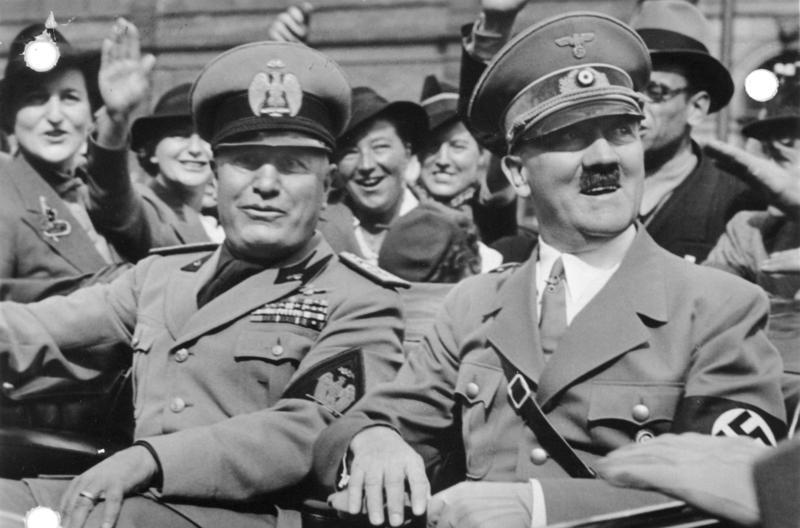
Hitler e Mussolini in parata a Monaco di Baviera dopo gli accordi del 1938

Cominciarono subito reiterate violazioni della pace del 1919: in primo luogo, dopo l'uscita della Germania dalla Società delle Nazioni nel 1935, fu reintrodotta la coscrizione obbligatoria e venne posta al comando di Hermann Göring una nuova forza aerea, la Luftwaffe. Successivamente, al comando di poche, simboliche forze, Hitler rioccupò nel 1936 la smilitarizzata Renania e cominciò a formarsi un sodalizio con l'Italia quando questa, isolata dagli ex alleati durante la guerra d'Etiopia, si riavvicinò alla Germania, sfruttando anche la comunanza ideologica tra i due regimi. Questo ottimo rapporto fu rafforzato prima dall'intervento comune a favore di Francisco Franco durante la guerra civile spagnola, in cui i tedeschi sperimentarono il bombardamento a tappeto di varie città, come Guernica, e, successivamente, dalla firma, il 25 ottobre 1936, dell'asse Roma-Berlino, preludio all'alleanza militare.
Mentre il riarmo tedesco continuava, Hitler cominciò a cercare di espandere territorialmente la Germania, per via diplomatica, in modo che essa ottenesse quello spazio vitale (Lebensraum) di cui, secondo quanto asseriva nel Mein Kampf, aveva assoluto bisogno per trovare nuove terre in cui concentrare la sua crescente popolazione. Come primo passo, sfruttando l'appeasement delle potenze occidentali, nel marzo 1938 l'Austria, paese natale del Führer, fu annessa al Reich, nonostante il divieto a un'unione austro-tedesca contenuto nel trattato di Versailles. Più resistenza oppose la Cecoslovacchia, altro stato creato nel dopoguerra, a cedere la regione dei Sudeti, zona di confine popolata a maggioranza da popolazioni cosiddette "tedeschi dei Sudeti". Hitler tentò in ogni modo di convincere i cecoslovacchi ma questi rifiutarono, forti dell'alleanza con la Francia e del fatto di essere un avversario decisamente ostico, infatti, il loro esercito era composto da circa 30-35 divisioni, possedevano una delle migliori industrie produttrici di armi e mezzi corazzati (la Škoda) e avevano approntato nei Sudeti una serie di difese difficilmente superabili.
Conquistare la regione, come ammisero molti alti esponenti della politica tedesca, sarebbe stato un compito arduo. Hitler era però deciso ad annettere con la forza la regione e l'invasione era già programmata per gli ultimi giorni del settembre 1938. Tuttavia, grazie al provvidenziale intervento di Mussolini, si riuscì a organizzare una conferenza a Monaco di Baviera, con la presenza di Hitler, di Mussolini stesso, del primo ministro inglese Neville Chamberlain e di quello francese Édouard Daladier, ma senza i rappresentanti cecoslovacchi. I Sudeti vennero così assegnati a tavolino alla Germania. Chamberlain e Mussolini tornarono in patria acclamati come eroi e salvatori della pace, mentre la Cecoslovacchia era ormai finita: pochi mesi dopo, a marzo 1939, la Boemia e la Moravia furono dichiarati "protettorato del Reich", mentre in Slovacchia venne istituito un governo fantoccio della Germania.
Successivo obiettivo dei tedeschi fu la Polonia. Il trattato del 1919 aveva separato dal resto della Germania la regione della Prussia orientale, circondata da territorio polacco. Hitler reclamò allora la restituzione della città di Danzica e del territorio a essa vicina, il "corridoio polacco". A causa del cambio di rotta delle diplomazie occidentali, che divennero fermamente decise a ostacolare questo passo di Hitler, la Polonia rifiutò. Inglesi e francesi credevano di aver fermato definitivamente l'espansione nazista, contando anche sull'appoggio dell'Unione Sovietica in caso di invasione tedesca della Polonia. Tuttavia, il governo tedesco rispose con un abile colpo diplomatico (dopo aver già firmato un'alleanza con l'Italia, il "Patto d'Acciaio"): il 24 agosto 1939 il ministro dell'esteri russo, Vjačeslav Michajlovič Molotov, e quello tedesco, Joachim von Ribbentrop firmarono un patto di non aggressione tra le due nazioni della durata di dieci anni, il patto Molotov-Ribbentrop. Un protocollo segreto dell'accordo divideva l'Europa orientale in due sfere d'influenza, lasciando mano libera all'URSS sulle repubbliche baltiche e in Finlandia, e prevedeva una spartizione della Polonia, dando mano libera a Hitler per lanciare l'offensiva.

## La guerra

### 1939

#### L'invasione della Polonia

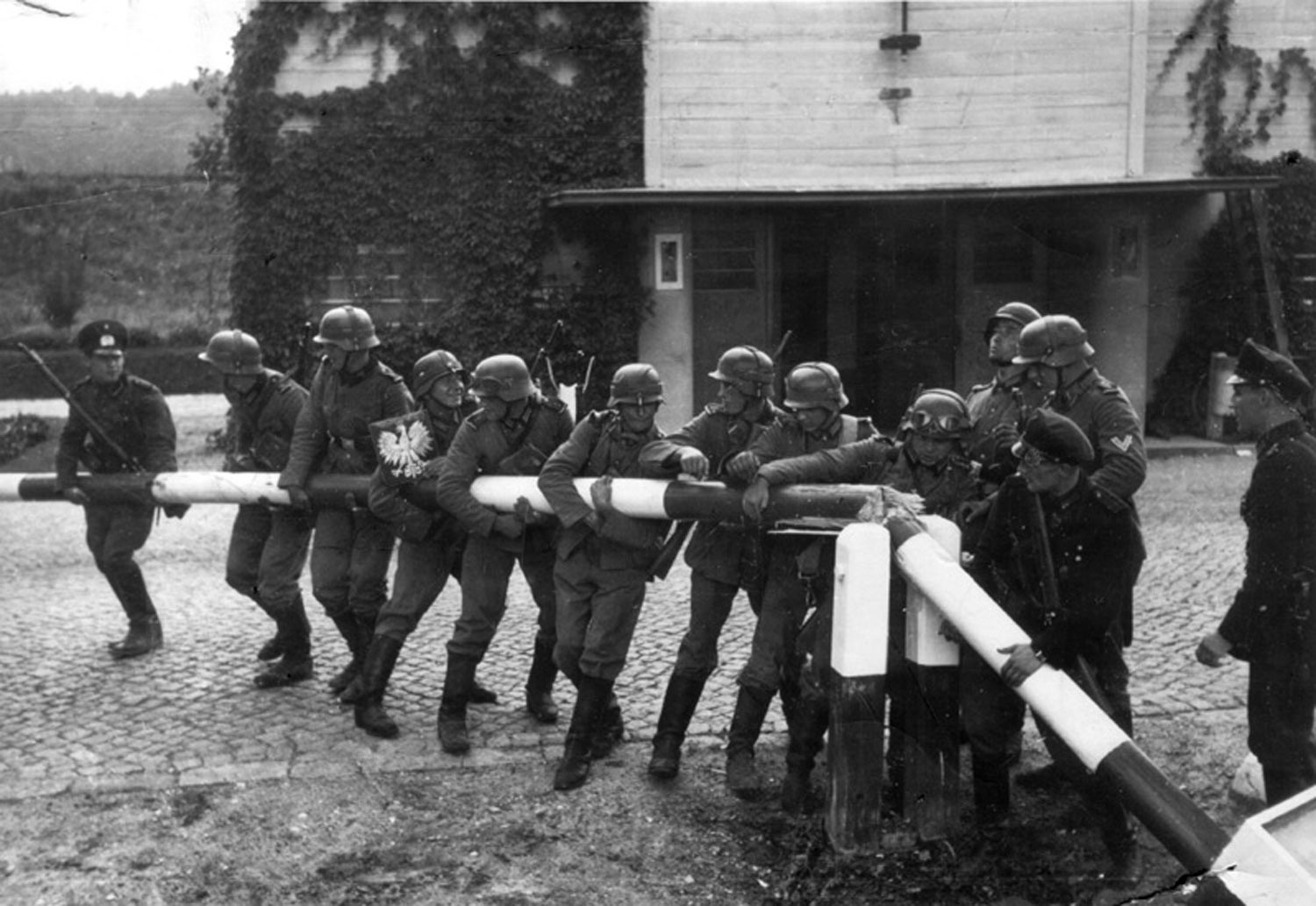
1º settembre 1939, soldati tedeschi rimuovono la barriera del confine tedesco-polacco

Il 1º settembre 1939 alle 04:45 la Germania diede inizio alle operazioni militari contro la Polonia: cinque armate della Wehrmacht forti di 1 250 000 uomini, 2 650 carri armati e 2 085 aerei della Luftwaffe, invasero la Polonia con un attacco a tenaglia, impiegando l'innovativa tattica militare della guerra lampo o Blitzkrieg. Il 2 settembre il Regno Unito e la Francia inviarono alla Germania un ultimatum che rimase senza risposta; il 3 settembre, rispettivamente alle 11:45 e alle 17:00, le dichiararono guerra.
L'esercito polacco contava un milione di uomini (circa il 30% in meno degli effettivi previsti, ma non ebbe il tempo di mobilitarsi completamente), diverse centinaia di autoblindo e carri armati di modelli leggeri o antiquati, con l'appoggio di seicento aerei di modesta qualità. La resistenza dei polacchi fu tenace e ostinata, ma non sufficientemente consistente e coordinata, in particolare per fronteggiare la nuova guerra lampo. Gli anziani generali polacchi commisero l'errore strategico di disperdere l'esercito su una lunghissima linea difensiva, ritenendo di dover combattere una guerra di trincea. Invece, dopo alcuni giorni di scontri violenti, il 3 settembre i panzer tedeschi riuscirono a penetrare nelle retrovie nemiche e cominciarono le manovre di accerchiamento.
Già l'8 settembre i primi carri armati tedeschi giunsero alle porte dalla capitale polacca, dando il via alla battaglia di Varsavia, mentre la maggior parte dell'esercito polacco veniva metodicamente accerchiata in sacche isolate e annientata nel giro di due o tre settimane. Tuttavia, per la Wehrmacht, la conquista della capitale polacca si rivelò più lunga e complessa del previsto. Nel timore di un attacco della Francia da ovest, i tedeschi decisero di accelerare i tempi della sconfitta polacca e cominciarono a colpire Varsavia con la tattica del bombardamento a tappeto. Come conseguenza, nell'arco di una ventina di giorni, la città riportò quasi 26 000 morti e oltre 50 000 feriti tra la popolazione civile. Da quel momento, l'impresa militare voluta da Hitler assunse il carattere di guerra totale: i militari e i civili furono ugualmente coinvolti, lottando disperatamente per la vittoria e la sopravvivenza.

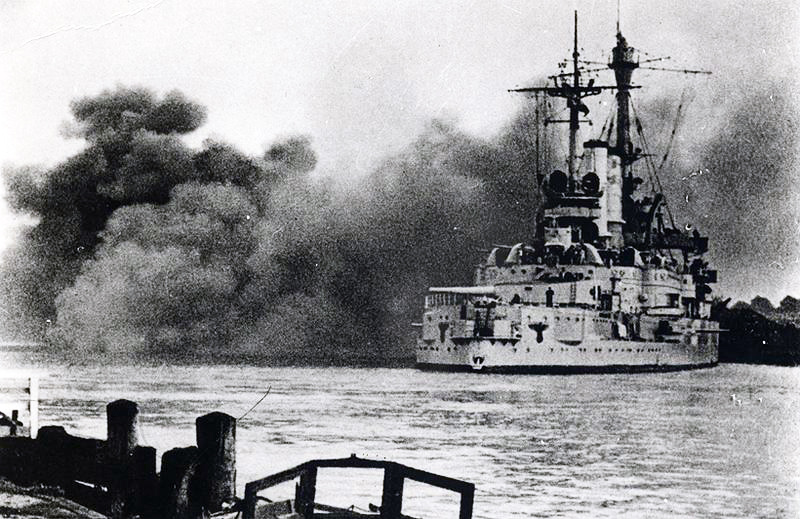
1º settembre 1939, la corazzata tedesca Schleswig-Holstein apre il fuoco contro la fortezza polacca di Westerplatte

Il 17 settembre l'Unione Sovietica, improvvisamente, ma in linea con il patto Molotov-Ribbentrop, aggredì la Polonia da est con 466 000 soldati, 3 740 carri armati e 2 000 aerei, incontrando scarsa resistenza. Alcuni storici ritengono che in realtà Stalin volesse evitare che la Germania occupasse i territori polacchi orientali (abitati in maggioranza da bielorussi e che poi vennero assegnati all'omonima repubblica sovietica), altri riportano volontà espansionistiche russe (avvalorate, tra l'altro, dalla guerra successivamente scatenata contro la Finlandia e dal fatto che, a conflitto finito, Stalin non volle cedere questi territori). L'attacco dell'URSS segnò definitivamente il destino della Polonia. Tuttavia, il 18 settembre, le forze corazzate polacche tentarono una coraggiosa battaglia contro i panzer tedeschi a Tomaszów Lubelski, ma dovettero soccombere sia per inferiorità numerica che qualitativa. Con la popolazione civile ridotta allo stremo, Varsavia si arrese ai tedeschi il 27 settembre 1939. Pochi giorni dopo, il 30 settembre, a Parigi si costituì il governo in esilio della Polonia. L'esercito polacco fu completamente disarmato entro il 6 ottobre, dopo la battaglia di Kock.
Complessivamente, le perdite militari polacche assommarono a circa 66 300 morti, 133 700 feriti e 420 000 prigionieri di guerra; 150 000 civili morirono e un numero imprecisato rimasero feriti. Circa 20 000 civili polacchi riuscirono a fuggire in Lettonia e Lituania, altri 100 000 fuggirono in Ungheria o Romania. Le perdite tedesche furono circa 13 000, tutte militari.
Nella parte della Polonia occupata dall'URSS, le forze sovietiche catturarono circa 242 000 polacchi, parte dei quali furono sospettati di essere anticomunisti. Nel corso dell'anno successivo, la Polizia politica sovietica NKVD, a seguito di processi sommari, cominciò a mettere a morte migliaia di prigionieri. Stime accreditate parlano di un totale di 21 857 morti, dei quali 4 243 furono i cadaveri rinvenuti nelle Fosse di Katyń dai tedeschi nel 1943.

#### La strana guerra

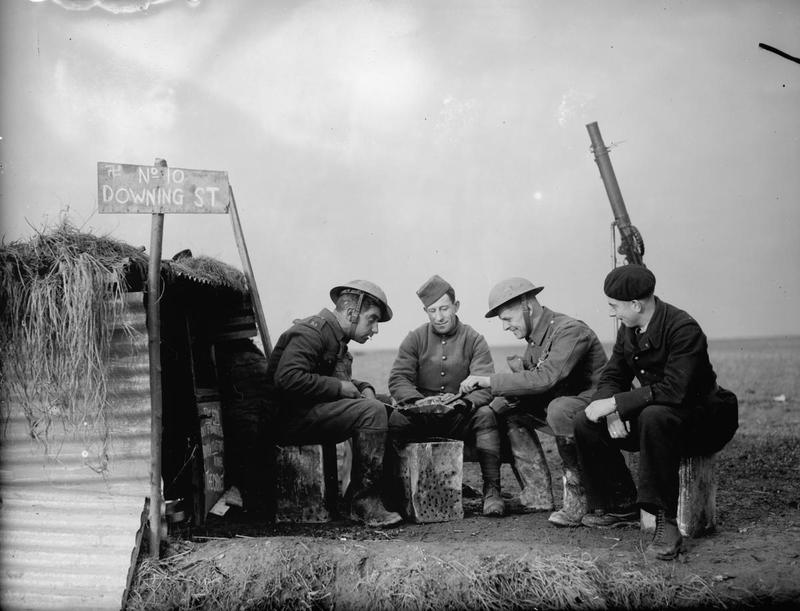
Novembre 1939, soldati britannici e francesi giocano a carte in un campo d'atterraggio durante la strana guerra

Al termine delle operazioni contro la Polonia, Hitler lanciò messaggi di pace a Francia e Gran Bretagna, che furono respinti dai rispettivi Primi ministri l'11 e il 12 ottobre. Il periodo che seguì vide una preparazione da ambo le parti per l'inizio di un'offensiva terrestre tedesca sul fronte occidentale, preparazione che fu tuttavia priva di significative operazioni, tanto da passare alla storia come la "strana guerra".
Il Consiglio supremo Alleato decise di presidiare la linea Mosa-Anversa in caso di attacco tedesco attraverso il Belgio mentre la Germania, con la direttiva numero 6 del 6 ottobre 1939, stabilì i piani di invasione della Francia, utilizzando la medesima strategia messa in atto durante la prima guerra mondiale, ossia la violazione della neutralità del Belgio e dei Paesi Bassi, piani che vennero tuttavia scoperti dalle autorità belghe il 10 gennaio 1940, a seguito di un incidente aereo che permise il recupero dei documenti segreti relativi al cosiddetto "Fall Gelb", il "caso giallo". Ma anche a fronte di questo importante ritrovamento, il Belgio non permise alle truppe britanniche e francesi l'attraversamento del confine, per non offrire un casus belli alla Germania.

#### Prime battaglie navali e aeree
Dal settembre 1939 all'aprile 1940, le prime battaglie tra la Germania e gli alleati Gran Bretagna e Francia avvennero quasi esclusivamente nei mari e nei cieli. Essendo la Gran Bretagna un'isola, e dipendendo quindi dal mare per i collegamenti commerciali con il resto del mondo e con le sue colonie, la Kriegsmarine si mobilitò per intercettare il traffico marittimo per e dalla Gran Bretagna, per mettere in difficoltà l'economia e la popolazione britannica. I tedeschi impiegarono sommergibili U-Boot, navi da guerra e alcune navi corsare, realizzando una massiccia operazione di posa di mine magnetiche sulle rotte che portavano agli approdi per le navi britanniche, mentre la Royal Navy si attivò per pattugliare le rotte commerciali dal mare del Nord all'oceano Atlantico.
La Kriegsmarine ottenne alcuni importanti successi iniziali: il 17 settembre 1939, l'affondamento della portaerei Courageous a opera dell'U-29 nel mare del Nord; il 14 ottobre l'affondamento della corazzata Royal Oak a Scapa Flow a opera dell'U-47, comandato dal tenente di vascello Günther Prien; il 23 novembre l'affondamento dell'incrociatore ausiliario Rawalpindi al largo tra Islanda e isole Fær Øer, a opera degli incrociatori da battaglia Scharnhorst e Gneisenau. Gli Alleati realizzarono a loro volta un successo inducendo, il 17 dicembre, la corazzata tascabile Admiral Graf Spee, ad auto-affondarsi dopo la battaglia del Río de la Plata.
La Kriegsmarine si rese responsabile di una delle prime stragi di civili, nonché primo grave incidente diplomatico della guerra già la sera del 3 settembre 1939: l'U-30 affondò il transatlantico SS Athenia (probabilmente scambiandolo per una nave da guerra britannica, non essendovi interesse strategico in una simile azione), con 1103 civili a bordo, tra i quali 300 civili statunitensi – all'epoca neutrali. I tedeschi tentarono di negare ogni responsabilità, arrivando perfino ad accusare i britannici di aver affondato loro stessi l'Athenia per diffamare i tedeschi. La piena verità fu resa nota solo nel 1946.
Nel tentativo di ostacolare le operazioni della Kriegsmarine, numericamente inferiore alla Royal Navy ma molto aggressiva, nell'arco di vari mesi fra il 1939 e il 1940, la Royal Air Force effettuò numerosi raid di bombardieri contro le basi navali tedesche, le fabbriche di U-Boot, i cantieri navali e i depositi di munizioni navali, in particolare a Wilhelmshaven e Kiel. Le conseguenti battaglie aeree contro la Luftwaffe furono molto sanguinose: la RAF arrivò a perdere fino al 50% dei bombardieri Vickers Wellington a ogni sortita, poiché i britannici non disponevano di caccia a lungo raggio per scortare i bombardieri che, da soli, non riuscivano a difendersi efficacemente dai Bf 109 e 110 della Luftwaffe. Ciò fu molto evidente, ad esempio, il 18 dicembre 1939 durante la Battaglia della Baia di Helgoland; per i britannici, la situazione peggiorò ulteriormente nelle successive battaglie aeree.
Nel frattempo, sempre tra il 1939 e il 1940, numerosi scontri aerei avvennero sopra la linea Maginot e la linea Sigfrido, tra i velivoli della Armée de l'air francese e della Luftwaffe tedesca, durante le ricognizioni dei due schieramenti che tentavano di individuare dal cielo le posizioni delle truppe avversarie.

#### L'attacco dell'Unione Sovietica alla Finlandia
Al culmine di una crisi diplomatica che durava ormai da molti anni, il 30 novembre 1939, l'Unione Sovietica diede il via alla guerra d'inverno sferrando un massiccio attacco contro la Finlandia, dopo che questa aveva rifiutato la richiesta di Stalin di installare basi militari sovietiche nel suo territorio e soprattutto di rettificare la posizione del confine nei pressi di Leningrado, allora molto vicina alla frontiera da cui poteva essere colpita dall'artiglieria. Alla base di questo attacco vi erano anche altri fattori: la volontà di acquisire territori da porre sotto la propria sfera di influenza, come la Finlandia che in passato era stata parte dell'Impero russo fino alla Rivoluzione; il sentimento di vendetta contro i finlandesi, i quali avevano appoggiato i partigiani bianchi, oltre a fornire una dimostrazione di forza alla Germania, tentando di emulare il rapido successo militare di Hitler in Polonia.

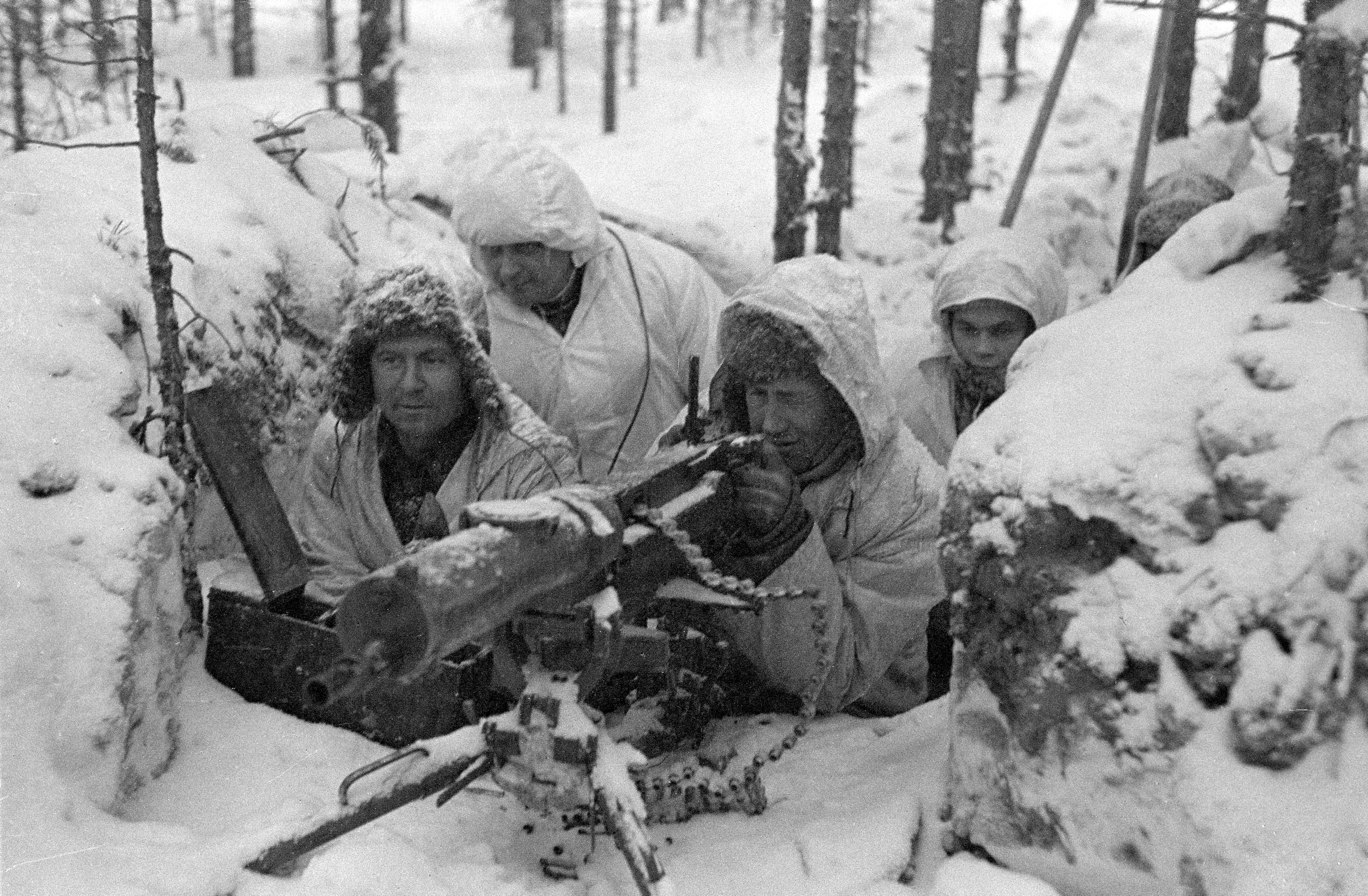
Soldati finlandesi durante la Guerra d'inverno, con equipaggiamento invernale e mitragliatrice pesante

Le intenzioni di Stalin tuttavia si scontrarono con la tenace resistenza finlandese e, nonostante l'impiego di un milione di uomini, tremila carri armati e quasi quattromila aerei, l'Armata Rossa non riuscì a operare con rapidità, a causa di strategie d'attacco sbagliate, delle efficaci tattiche di guerriglia adottate dai finlandesi, pur numericamente molto inferiori, e delle difficoltà dovute al terribile inverno nordico, con suolo ghiacciato e temperature fra i −30 °C e −50 °C. L'Armata Rossa, molto indebolita dalle grandi purghe staliniane degli anni trenta, evidenziò enormi carenze organizzative e subì scacchi umilianti sul campo di battaglia. La Finlandia, diversamente da ciò che era successo alla Polonia contro i tedeschi, non cedette all'urto iniziale delle forze sovietiche, ma riuscì a creare un solido fronte e, di conseguenza, la Guerra d'inverno durò diversi mesi, durante i quali i finlandesi, combattendo uniti contro un aggressore ben più potente, riuscirono ad accattivarsi la simpatia di molti paesi occidentali.
L'attacco sovietico fu percepito dall'opinione pubblica mondiale come una brutale aggressione, del tutto ingiustificata e, pertanto, l'Unione Sovietica venne espulsa dalla Società delle Nazioni. Molte nazioni si prodigarono per aiutare la Finlandia, alcune anche solo per opporsi ai sovietici: Francia, Gran Bretagna, Svezia, Norvegia, Danimarca, Belgio, Paesi Bassi, Ungheria, Italia e Stati Uniti vendettero o cedettero gratuitamente alla Finlandia vari armamenti e rifornimenti e molti volontari, soprattutto danesi, norvegesi e finlandesi d'Ingria, ma anche oltre 200 volontari di altre nazioni, si offrirono per la causa finlandese.
Dopo mesi di battaglia, l'Armata Rossa riuscì a sfondare una parte delle difese finlandesi in Carelia, ma la protesta internazionale contro l'URSS era giunta al culmine e, non volendo rischiare il completo isolamento diplomatico, Stalin accettò infine d'intavolare trattative. Il 12 marzo 1940, Finlandia e Unione Sovietica giunsero così alla pace di Mosca, con la cessione di alcuni territori finlandesi all'Unione Sovietica.

### 1940

#### L'occupazione della Danimarca e della Norvegia

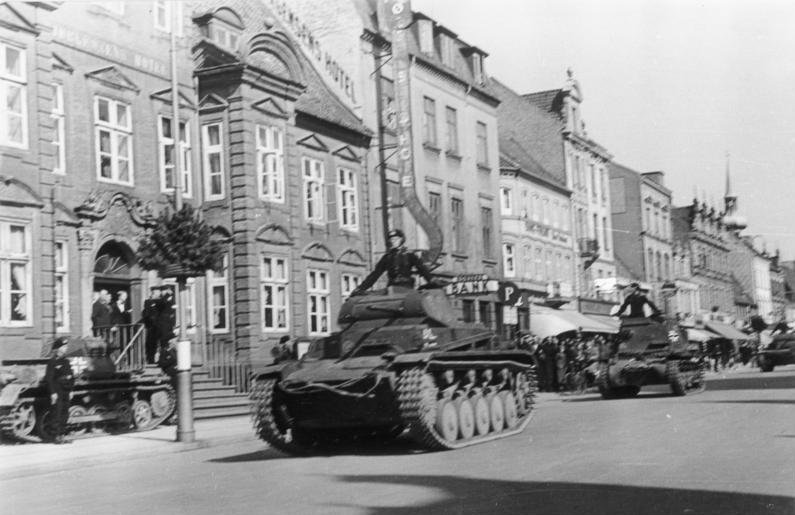
Aprile 1940, panzer II tedeschi a Copenaghen

All'inizio del 1940 il Führer decise di rimandare a primavera l'attacco alla Francia, per concentrare la propria attenzione sulla penisola scandinava, come stavano facendo gli Alleati. Il casus belli che gli permise di giustificare agli occhi del mondo l'attacco alla Danimarca e alla Norvegia (operazione Weserübung) fu trovato il 16 febbraio con l'incidente dell'Altmark, nave tedesca che venne abbordata nello Jøssingfjord, in acque territoriali norvegesi, dal cacciatorpediniere inglese HMS Cossack: circa 300 prigionieri inglesi che si trovavano a bordo furono liberati e ciò offrì a Hitler il pretesto per accusare la Norvegia di connivenza con gli Alleati e di dare inizio ai preparativi per l'attacco.
Le truppe tedesche cominciarono l'invasione dei due paesi alle 5:20 del 9 aprile: re Cristiano X di Danimarca, ritenendo inutile la resistenza in un paese quasi totalmente privo di forze armate, firmò la capitolazione alle ore 14:00 dello stesso giorno, mentre la Norvegia, nonostante l'aiuto portato da Francia e Gran Bretagna, resistette solo fino al 10 giugno, quando, a seguito della resa, venne instaurato un governo fantoccio guidato dal collaborazionista Vidkun Quisling. La campagna norvegese costò alla Kriegsmarine rilevanti perdite di navi da guerra, tra le quali l'incrociatore pesante Blücher, a causa delle artiglierie pesanti della difesa costiera norvegese, nonché dei ripetuti scontri con la Royal Navy che soffrì, a sua volta, alcune perdite, tra cui la portaerei HMS Glorious. La Svezia mantenne invece la sua neutralità, continuando a fornire materie prime all'industria bellica tedesca per il resto della guerra.
Come conseguenza dell'occupazione della Danimarca, il 12 aprile 1940 la Gran Bretagna occupò le isole Fær Øer e, il 10 maggio, l'Islanda; le isole erano colonie danesi di notevole interesse strategico per la battaglia dell'Atlantico e già dagli anni trenta i tedeschi avevano cominciato un lungo corteggiamento diplomatico all'Islanda, dove tra l'altro era nato un partito nazista locale. La Groenlandia, terza colonia danese nell'Atlantico, il 9 aprile era invece già stata volontariamente ceduta come protettorato agli Stati Uniti, che successivamente l'avrebbero utilizzata come base per le operazioni in Atlantico.

#### L'invasione della Francia

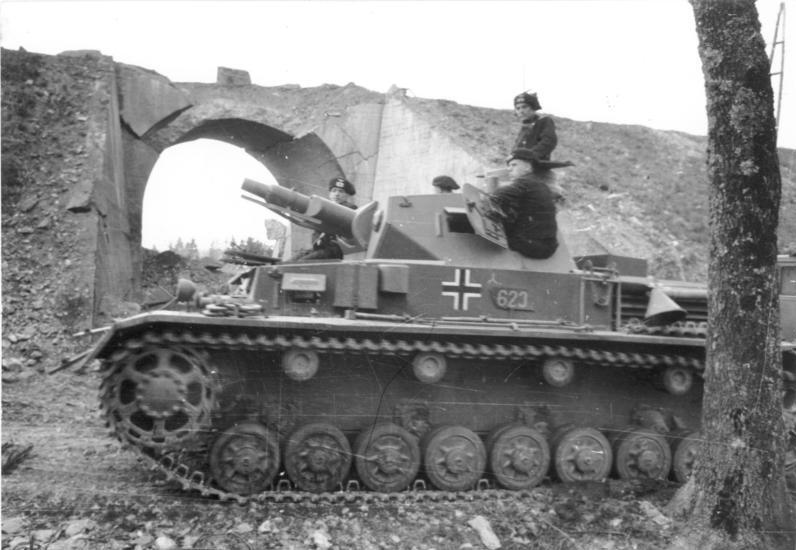
Un panzer avanza sul fronte occidentale

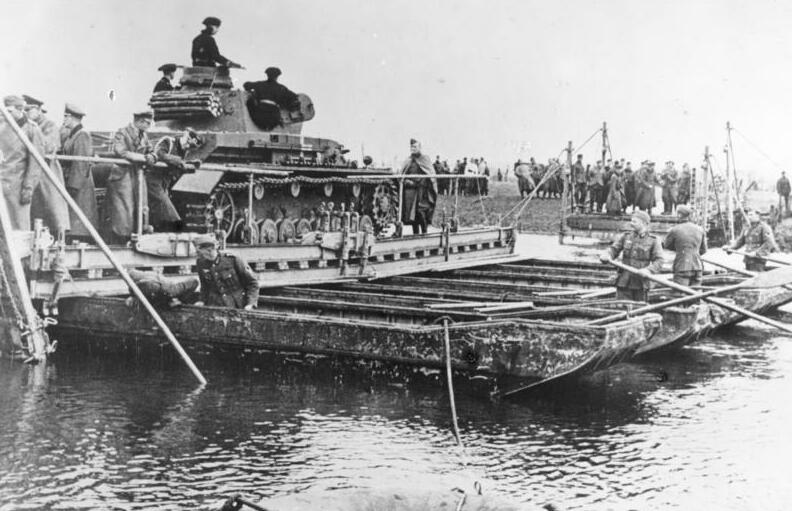
I carri armati tedeschi oltre la Mosa

Il 10 maggio 1940, sempre impiegando la tattica militare della guerra lampo, le truppe tedesche attaccarono i Paesi Bassi e il Belgio e da qui, passando per la Foresta delle Ardenne e aggirando completamente la linea Maginot, entrarono in Francia, dando il via alla Campagna di Francia (in codice Fall Gelb, 'Caso Giallo'). Fu una straordinaria dimostrazione di potenza militare: il cuneo corazzato, raggruppato nella regione delle Ardenne e composto da oltre 2 500 carri armati divisi in sette Panzer-Division, al comando del generale von Kleist, penetrò fulmineamente in Belgio spazzando via le deboli difese franco-belghe, considerate dagli Alleati impenetrabili per le forze corazzate; la notte del 12 maggio la 7ª Panzer-Division del generale Rommel sbucò sulla Mosa a Dinant. Il giorno dopo il grosso del cuneo corazzato raggiunse in forze la Mosa, dove erano schierate le principali forze francesi, passando subito all'attacco per attraversare il fiume.
In soli tre giorni i panzer tedeschi formarono profonde teste di ponte a ovest della Mosa – a Dinant, a Monthermé e soprattutto nella battaglia di Sedan, dove i carri armati del generale Heinz Guderian svolsero un ruolo decisivo – e sbaragliarono le deboli resistenze francesi. Dopo aver respinto alcuni sconnessi tentativi di contrattacco delle scarse riserve corazzate francesi, a partire dal 16 maggio i panzer ebbero via libera a ovest del fiume, dopo il crollo definitivo della 9ª Armata francese. Vi fu una scorribanda di mezzi corazzati tedeschi attraverso la pianura franco-belga in direzione delle coste della Manica. La situazione degli Alleati si rivelò drammatica, come confermato dai tempestosi colloqui tra Churchill, Reynaud, Daladier e i generali inglesi e francesi: il raggruppamento franco-inglese, penetrato in Belgio, rischiò di essere tagliato fuori e di venire completamente distrutto.
Tutti i tentativi di contrattacco inglese, ad Arras il 21 maggio, a nord del corridoio tedesco, e francese sulla Somme, più a sud, fallirono. I panzer ebbero via libera e, fin dal 20 maggio, i primi reparti corazzati raggiunsero le coste della Manica ad Abbeville. Quasi 600 000 soldati franco-inglesi furono accerchiati e intrappolati tra il mare e l'esercito tedesco, con l'unica speranza di imbarcarsi con l'aiuto delle flotte inglesi e francesi, sotto gli attacchi della Luftwaffe. La situazione peggiorò ulteriormente dopo l'improvvisa resa dell'esercito belga il 28 maggio, che lasciò scoperte le difese alleate nella sacca. I Paesi Bassi, sotto attacco dal 10 maggio da parte di forze corazzate e da paracadutisti tedeschi lanciatisi su L'Aia e sui numerosi ponti e dighe dei Paesi Bassi (seppur in parte falliti), avevano già abbandonato la lotta fin dal 15 maggio, il giorno seguente al bombardamento di Rotterdam; la regina Guglielmina si rifugiò nel Regno Unito, a differenza del re Leopoldo del Belgio che decise di rimanere sul territorio occupato dai tedeschi.
Il 26 maggio, Churchill autorizzò il corpo di spedizione inglese a ripiegare senza indugio verso la costa e il porto di Dunkerque, dove in seguito si radunò una numerosa flotta di navi militari, mercantili e di naviglio privato civile per l'evacuazione dei soldati. I francesi, dopo molta confusione e divergenze a livello politico e di comando, ripiegarono a loro volta verso la costa, abbandonando una parte delle loro forze, ormai circondate a Lilla, città che cadde il 29 maggio.

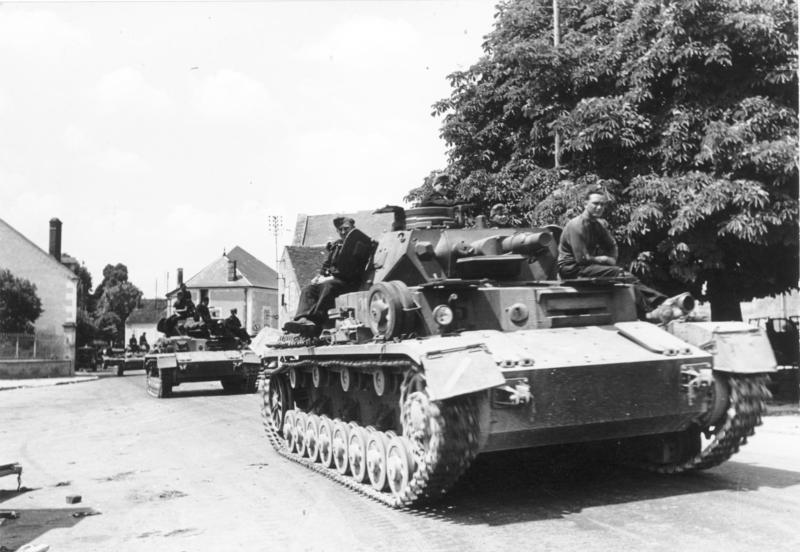
Un Panzer IV avanza in territorio francese nel maggio 1940

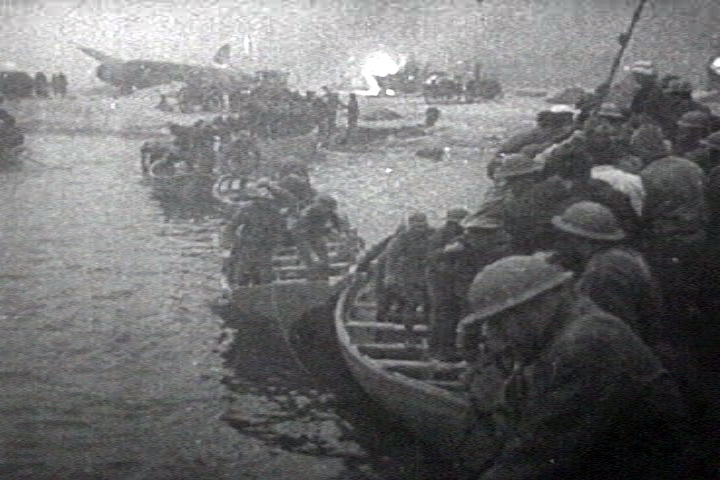
Una fase drammatica della ritirata inglese a Dunkerque

Le colonne corazzate tedesche giunte fino al mare avevano progredito lungo la costa verso nord in direzione di Boulogne, Calais (occupate il 25 e il 26 maggio) e Dunkerque, ma il 24 maggio un improvviso ordine di Hitler impose di fermare l'avanzata dei panzer e di proseguire solo con la fanteria. La decisione del Führer derivò apparentemente dal desiderio di risparmiare le sue forze migliori in vista delle future campagne, consentendo allo stesso tempo a Hermann Göring di mostrare la potenza della sua Luftwaffe, a cui sarebbe stato lasciato il compito di impedire l'evacuazione. Tuttavia forse vi era la segreta intenzione del dittatore di risparmiare un'umiliante disfatta agli inglesi, per favorire future trattative di pace.
Dal 26 maggio al 4 giugno le forze anglo-francesi riuscirono in gran parte a trarsi in salvo (Operazione Dynamo) grazie all'abnegazione delle flotte, bersagliate dalla Luftwaffe, alla resistenza dei reparti di retroguardia e all'efficace intervento della RAF, i cui aerei giungevano dall'Inghilterra. I tedeschi si lasciarono sfuggire, anche per loro errori, una grossa parte delle truppe alleate accerchiate. Infatti, durante il cosiddetto miracolo di Dunkerque, furono evacuati, dopo aver abbandonato tutte le armi e l'equipaggiamento, circa 338 000 soldati alleati, di cui circa 110 000 francesi; altri 40 000 soldati (principalmente francesi) rimasero nella sacca e vennero catturati. I circa 220 000 britannici scampati avrebbero costituito il nucleo di truppe esperte su cui ricostruire l'esercito inglese per il proseguimento della guerra.
Il bilancio finale della prima fase della Campagna di Francia fu trionfale per la Germania e per Hitler: circa 75 divisioni alleate erano state distrutte, tra cui le migliori divisioni francesi e inglesi, 1 200 000 uomini furono fatti prigionieri e un'enorme quantità di armi ed equipaggiamenti vennero catturati, il Belgio e i Paesi Bassi furono costretti alla resa, l'esercito inglese era stato cacciato dal continente, la Francia era ormai sola e ridotta in grave inferiorità numerica e di armamenti. Tutto questo al costo di soli 10 000 morti e 50 000 tra feriti e dispersi.

#### L'intervento dell'Italia e la campagna delle Alpi Occidentali
Poiché Mussolini credeva che la guerra volgesse ormai al termine e temendo che l'Italia restasse esclusa dal "tavolo della pace", il 10 giugno, il paese scese in campo contro gli Alleati. Nella dichiarazione di guerra alla Francia e all'Inghilterra, Mussolini cercò di dare un significato più ampio all'intervento, come si evince da un estratto del discorso pronunciato sempre il 10 giugno: 
Il 12 giugno, dopo soli due giorni dalla dichiarazione di guerra, Genova e Torino furono bombardate dai britannici mentre il 15 giugno una flottiglia francese colpì Vado Ligure e il porto di Genova, senza che la marina italiana riuscisse a intervenire. Inoltre, a causa del mancato preavviso riguardo all'imminenza della dichiarazione di guerra, la flotta mercantile perse tutto il naviglio che si trovava nei porti di nazioni divenute ostili, pari a circa il 35% dell'intera flotta mercantile: una perdita non facilmente recuperabile, soprattutto in vista di una guerra da combattere prevalentemente su scacchieri lontani con la conseguente necessità di mantenere lunghe vie di comunicazione e di rifornimento marittime.
Il 18 giugno iniziò l'assalto italiano: reparti di quattro armate attaccarono il fronte alpino difeso da appena una divisione coloniale e tre divisioni di fanteria francesi. Presunte contestazioni, velocemente rientrate alla fine di maggio dopo i rapidi successi tedeschi, da parte dell'establishment militare italiano, tra cui Pietro Badoglio, riguardo all'impreparazione italiana e quindi al rischio di un'entrata in guerra prematura, vennero sbrigativamente rigettate da Mussolini, conscio della situazione italiana, ma convinto di un'imminente vittoria tedesca e quindi dell'impellente necessità di entrare in guerra a fianco del Führer per motivi di prestigio personale e anche di convenienza geopolitica.
A livello di propaganda e di opinione pubblica mondiale, l'attacco italiano, che Roosevelt definì una vera pugnalata alla schiena, e il suo evidente fallimento, provocarono un indebolimento del prestigio del Duce, della popolarità italiana e una prima stima della debolezza imprevista dell'apparato militare italiano.
Infatti, nonostante la rotta generale dell'esercito francese di fronte ai tedeschi, le truppe italiane non riuscirono a sfondare le linee nemiche, favorite dall'impervio terreno alpino. Gli italiani subirono perdite maggiori e dimostrarono scarsa organizzazione e arretratezza tattica. Al termine della battaglia delle Alpi Occidentali, l'Italia guadagnò praticamente solo Mentone e ottenne la smilitarizzazione della fascia di confine; svanirono inoltre, dopo i colloqui tra Hitler e Mussolini a Monaco, i grandiosi progetti del Duce di spartizione della Francia lungo la linea del Rodano, la conquista della Corsica e l'acquisizione delle colonie africane francesi.

#### La resa della Francia

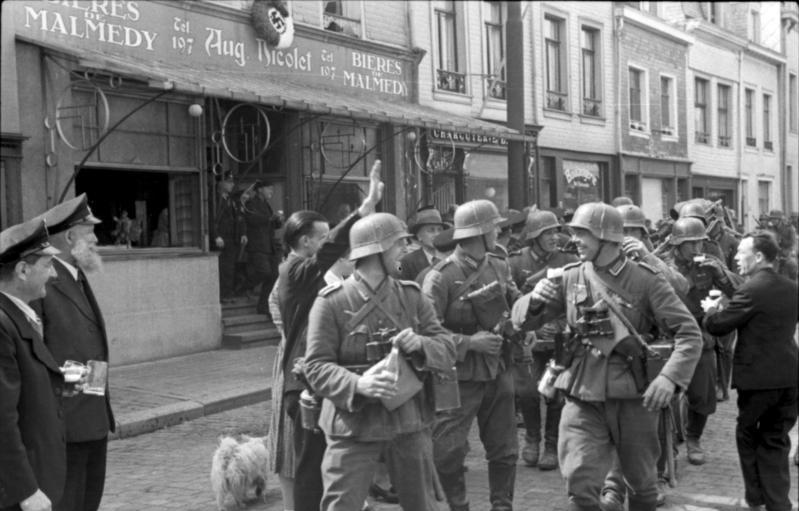
Truppe tedesche in Belgio

Il 5 giugno 1940, con un violento bombardamento aereo sulla linea della Somme e sull'Aisne, nonché sulle truppe francesi dislocate ad Abbeville e sulla Linea Maginot, i tedeschi diedero inizio alla battaglia per la conquista di Parigi.
Il 10 giugno, i tedeschi attraversarono la Senna mentre l'esercito francese si ritirava disordinatamente oltre la Loira, con il generale Weygand che annunciava il definitivo sfondamento del fronte. Il governo francese si trasferì da Parigi a Tours, mentre gli giungeva la notizia che l'Italia stava per dichiarare guerra alla Francia e alla Gran Bretagna.

L'esercito tedesco a Parigi

L'11 giugno, il generale francese Pierre Héring, governatore militare di Parigi, annunciò che la città era stata dichiarata "città aperta"; Parigi venne occupata dai tedeschi il 14 giugno, risparmiando così la città da incursioni aeree o di artiglieria. Nel frattempo anche Reims cadde in mani tedesche, l'esercito francese oramai decimato e praticamente inoffensivo.
Nella notte del 16 giugno, Reynard si dimise dall'incarico di Presidente del Consiglio francese a causa di divergenze con il Consiglio dei ministri in merito alla discussione sulla proposta di Charles de Gaulle (trasferitosi a Londra il giorno prima) di un'"Unione franco-britannica", in sostanza la fusione dei due stati in uno solo. Il maresciallo Philippe Pétain formò subito un nuovo gabinetto e alle 23:00 incaricò il suo Ministro degli Esteri Paul Baudouin di chiedere l'armistizio ai tedeschi. Alla mezzanotte, tramite l'ambasciatore spagnolo a Parigi, il governo francese presentò ufficialmente la richiesta di armistizio. Intanto la Wehrmacht conquistava Digione, dopo aver aggirato da nord la Linea Maginot e nel giro di pochi giorni invadeva Brest, Nantes e Saumur, dopo aver già conquistato, tra le altre, Caen, Rennes e Le Mans.
Il 19 giugno, il governo tedesco si dichiarò pronto a far conoscere le clausole per la cessazione delle ostilità e richiese l'invio di plenipotenziari suggerendo al governo francese di mettersi in contatto con l'Italia per trattative analoghe. Il suggerimento fu applicato già dal giorno seguente, fermando così l'attacco delle truppe italiane iniziato tre giorni prima.
Alle 15:30 del 21 giugno, Hitler ricevette i plenipotenziari francesi. Le condizioni della resa furono molto pesanti: il territorio settentrionale e occidentale della Francia fu occupato dai tedeschi, non furono resi i prigionieri, le spese di occupazione furono fissate a discrezione del vincitore, l'esercito francese dovette essere ridotto a 100 000 uomini.
Il 22 giugno alle ore 18:30, il generale Charles Huntziger, rappresentante della delegazione francese, e il generale Wilhelm Keitel, capo di Stato Maggiore della Wehrmacht, firmarono l'armistizio. Per volere di Hitler, l'armistizio venne simbolicamente firmato allo stesso modo di quello che era stato stipulato alla fine della prima guerra mondiale, ossia i delegati si riunirono su un treno parcheggiato in aperta campagna, nella stessa posizione geografica, nella stessa carrozza di lusso e con le stesse poltrone di quel giorno del 1918, quando la Germania si era arresa alla Francia.
Vennero date alla Germania il possesso di Parigi, del nord e di tutta la costa atlantica, mentre la Francia centro-meridionale rimaneva indipendente con le sue colonie e il governo si insediava nella cittadina di Vichy.
Nonostante le assicurazioni francesi che in nessun caso la flotta sarebbe stata consegnata ai tedeschi o agli italiani, l'Ammiragliato britannico diede avvio all'Operazione Catapult, volta a devitalizzare le navi da guerra francesi che erano ancorate nelle basi algerine di Mers-el-Kébir e Orano. Il risultato di questa azione, che causò oltre mille morti fra i marinai francesi, fu controproducente in termini materiali per gli inglesi: le navi francesi che furono in grado di farlo, rientrarono a Tolone, mentre quelle alle quali fu impossibile, come la corazzata Richelieu, reagirono energicamente a qualunque tentativo alleato di penetrare in Nordafrica. Tuttavia, la dimostrazione di impavida risolutezza della Gran Bretagna e del suo governo, nella tragica situazione di isolamento, non mancò di avere benefici effetti sul morale dell'opinione pubblica inglese e anche americana e questo sembra fosse effettivamente uno degli scopi principali dell'operazione. Una minima percentuale dei marinai francesi internati in Gran Bretagna aderì in seguito alla Francia libera.
Il 24 giugno alle 19:15, a Villa Olgiata presso Roma, il generale Huntziger e il generale Badoglio firmarono l'armistizio tra l'Italia e Francia, mentre poche ore più tardi, alle 01:35 del 25 giugno, entrò ufficialmente in vigore l'armistizio franco-tedesco.
Negli stessi giorni di quel giugno del 1940, l'Unione Sovietica occupò la Lituania, l'Estonia e la Lettonia, sfruttando l'attenzione che il mondo volgeva all'Europa occidentale.

#### La battaglia d'Inghilterra

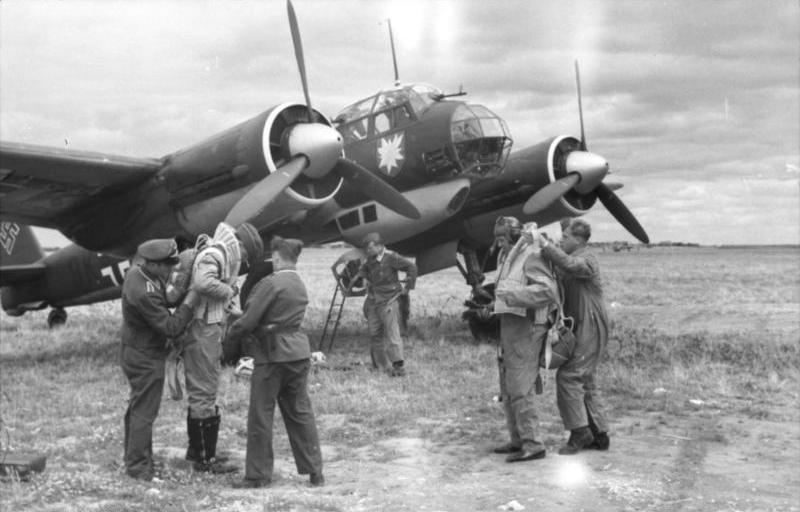
I bombardieri tedeschi si preparano per una nuova incursione sull'Inghilterra

Non trovando terreno fertile per una pace con la Gran Bretagna, Hitler cominciò a considerare l'idea di invaderla, per piegarla definitivamente. Tuttavia, per preparare la gigantesca operazione di sbarco navale, denominata in codice operazione Leone marino, i tedeschi dovevano prima ottenere il controllo dei cieli britannici e indebolire le difese costiere dell'isola. Pertanto la Luftwaffe, a partire dal 10 luglio 1940, diede inizio a una numerosa serie di incursioni diurne e notturne contro gli aeroporti della Royal Air Force, nonché contro le difese costiere, i porti e le industrie di aerei e armamenti della Gran Bretagna. La campagna aerea tedesca di bombardamenti strategici, passata alla storia come la battaglia d'Inghilterra, sembrò avere un moderato successo sino alla fine di agosto, seppur con gravi perdite di aerei da parte della Luftwaffe. In settembre, tuttavia, un cambiamento degli ordini di guerra da parte di Hitler, per rappresaglia al bombardamento di Berlino del 26 agosto 1940, mutò il carattere della campagna aerea cominciando a bombardare le città britanniche, in particolare Londra, per costringere gli inglesi a chiedere la pace, colpendo direttamente la popolazione civile nel tentativo di demoralizzarla. Nella notte tra il 14 e il 15 novembre 1940 la Luftwaffe effettuò il bombardamento di Coventry che causò danni per l'epoca considerati elevatissimi alla città britannica.
Questo cambio di tattica da parte dei tedeschi consentì alla Royal Air Force di non essere più direttamente nel mirino del nemico e di poter quindi riorganizzare e rinforzare la difesa aerea. Come conseguenza, i tedeschi soffrirono perdite sempre crescenti, finché, il 31 ottobre 1940, lo stesso Hitler si rese conto che ormai l'invasione della Gran Bretagna non era più realizzabile per quell'anno e decise di rinviarla a tempo indeterminato. In seguito, la Luftwaffe, per limitare la perdita di aerei, fu costretta a ridurre notevolmente il numero di incursioni contro il Regno Unito, che divennero esclusivamente notturne e sempre più rare nel corso degli anni successivi.

#### L'invasione italiana della Grecia

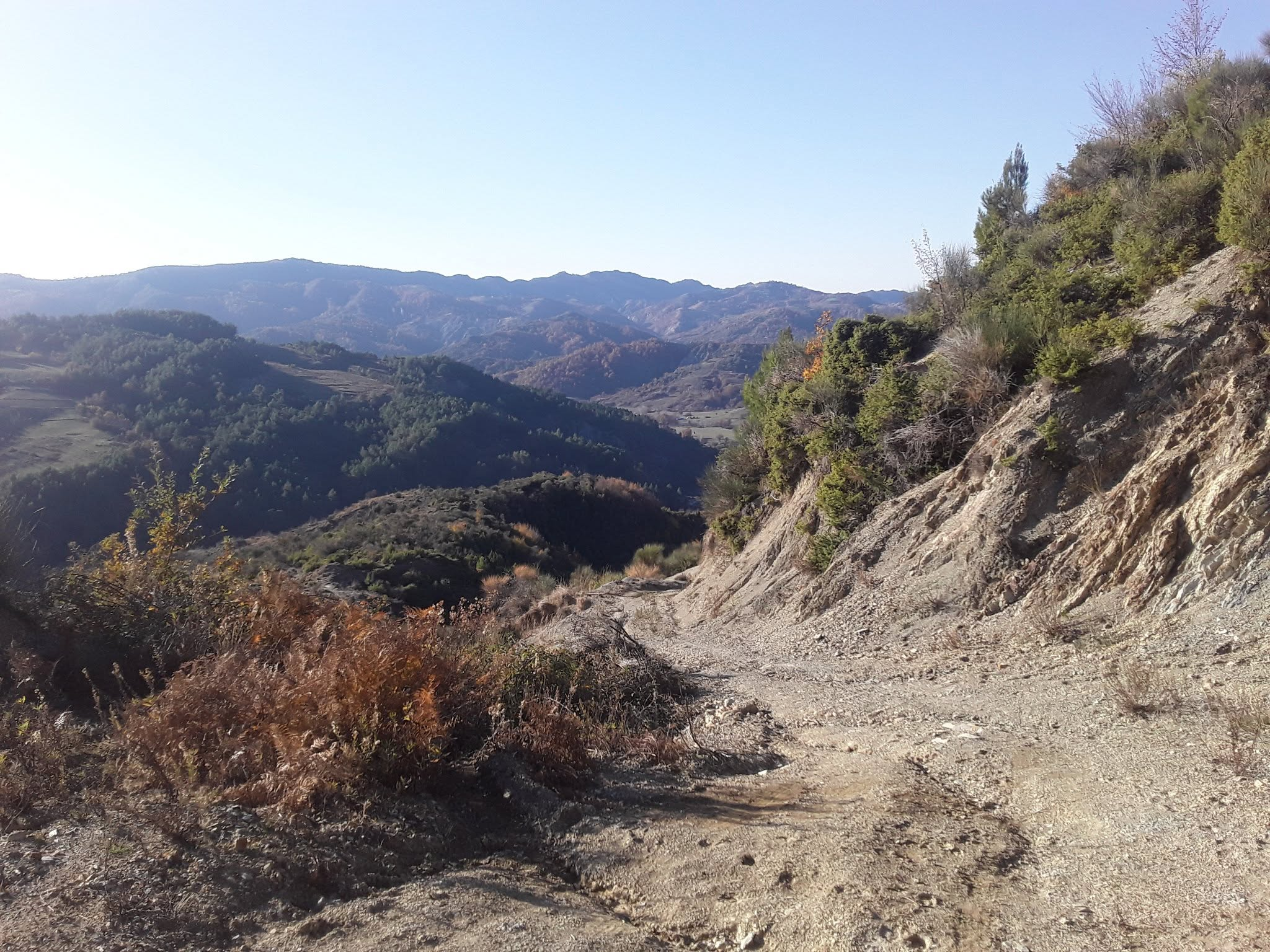
I soldati italiani durante l'inverno in Albania

Il 28 ottobre 1940, su personale iniziativa di Benito Mussolini e senza avvisare l'alleato tedesco, l'Italia attaccò la Grecia partendo dalle basi in Albania. L'iniziativa nasceva principalmente dalle esigenze di prestigio del Duce, ossia ottenere un successo militare da contrapporre ai trionfi di Hitler, e dall'insipienza di Galeazzo Ciano e dei generali sul posto. L'attacco alla nazione ellenica era basato sul presupposto che la Grecia sarebbe crollata senza combattere: organizzato frettolosamente, con mezzi insufficienti e appena 100 000 soldati, e sferrato in condizioni climatiche pessime, si rivelò molto più difficile del previsto. I greci non solo si batterono accanitamente, ma, sfruttando le caratteristiche del terreno, respinsero rapidamente l'attacco italiano. Inoltre, sfruttando la temporanea superiorità numerica, passarono al contrattacco rigettando le forze italiane in Albania. Si sviluppò quindi un'aspra guerra di montagna tra eserciti appiedati e poco mobili, una specie di riedizione della prima guerra mondiale, snervante e demoralizzante per le truppe.
Di fronte alla sconfitta, culminata con la caduta di Coriza, il 22 novembre, Mussolini costrinse Badoglio alle dimissioni e procedette a sostituire i comandanti, oltre ad inviare i rinforzi disponibili. L'avanzata greca venne fermata, ma il fronte rimase bloccato in terra albanese per tutto l'inverno, senza che vi fosse la possibilità di passare al contrattacco. Peraltro i britannici, aspettandosi questa mossa da parte italiana, decisero di accorrere in aiuto delle forze greche, loro alleate sin dai tempi della prima guerra mondiale. Venne organizzato un contingente di 56 000 uomini come rinforzo, anticipando un previsto intervento tedesco in aiuto degli italiani, con la Royal Air Force che disponeva già di basi in Grecia. Gli Alleati conseguirono così la loro prima vittoria politico-propagandistica mentre Mussolini, costretto a chiedere l'intervento di Hitler dopo i ripetuti fallimenti, subì una significativa perdita di prestigio e di consenso interno e internazionale.

L'intervento della Germania si fece attendere per diversi mesi, essendo Hitler impegnato fin dall'autunno 1940 in un complesso gioco diplomatico con rumeni, ungheresi, bulgari e finlandesi, per organizzare un sistema di alleanze in vista della pianificata invasione dell'Unione Sovietica. Il Fuhrer era molto contrariato dall'intervento italiano in Grecia, temendo che gli inglesi potessero intervenire a difesa di Atene approfittandone per occupare i pozzi di petrolio di Ploiești e il 28 ottobre era accorso a Firenze per dissuadere Mussolini: 
Ora, la nuova campagna lo costringeva a una diversione resa necessaria per stabilizzare la regione, cacciare gli inglesi dal continente per la seconda volta e rafforzare il fianco meridionale dello schieramento dell'Asse contro l'Unione Sovietica.

### 1941

#### L'invasione della Jugoslavia e della Grecia

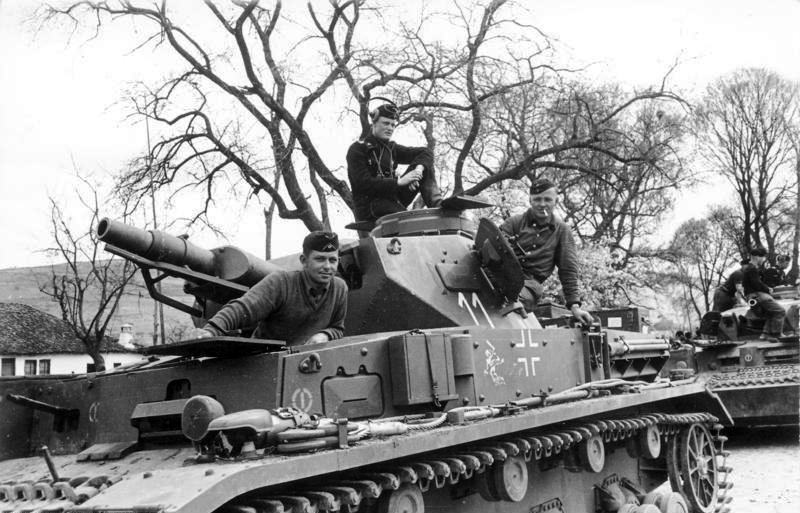
Mezzi tedeschi nei Balcani

In primavera, Hitler aveva ormai messo a punto il sistema di alleanze necessario per risolvere la situazione greca e per rafforzare lo schieramento contro l'Unione Sovietica: l'Ungheria, la Romania e la Bulgaria si affiancavano ufficialmente all'Asse e aprivano le porte all'esercito tedesco; la stessa Jugoslavia, anch'essa obiettivo delle ambizioni mussoliniane, firmava in un primo tempo un trattato con la Germania. Tuttavia, il 27 marzo si verificava un golpe interno a Belgrado e un rovesciamento di Alleanze a favore degli inglesi. La risposta di Hitler fu immediata, avviando l'Operazione Marita con l'obiettivo di vendicare l'affronto e di sbaragliare il corpo di spedizione britannico. Il 6 aprile la Germania invase la Jugoslavia, dichiarò guerra alla Grecia e scatenò un violento bombardamento aereo su Belgrado che causò migliaia di vittime. Fu l'inizio di una nuova guerra lampo: le Panzer-Division dilagarono in tutte le direzioni partendo dalle loro basi in Bulgaria, in Romania e in Austria, mentre gli italiani irruppero dalla Venezia-Giulia e dall'Albania occupando Spalato e Mostar. L'esercito jugoslavo – minato da contrasti etnici interni – si disgregò in pochi giorni, Belgrado venne occupata il 13 aprile e la resa venne firmata il 17 aprile. Contemporaneamente, altre forze corazzate tedesche, passando per la Macedonia, aggiravano lo schieramento difensivo anglo-greco, occupavano Salonicco l'8 aprile e tagliavano fuori le forze greche che affrontavano gli italiani in Albania, prendendo Giannina il 21 aprile e obbligando infine la Grecia ad arrendersi il 24 aprile. L'esercito italiano ebbe una parte minore nelle manovre, dimostrando ancora una volta la sua netta inferiorità rispetto ai tedeschi.
La Serbia, la Grecia continentale e alcune isole finirono in mani tedesche; la Slovenia, la Croazia, dove venne costituito il regime fantoccio di Ante Pavelić, e alcune isole greche vennero date a Italia, mentre altri territori furono consegnati a Ungheria e Bulgaria. Ormai in rotta, il 25 aprile il corpo di spedizione britannico riuscì a effettuare una nuova evacuazione via mare dai porti greci. Il nuovo successo hitleriano veniva suggellato, tra il 20 e il 29 maggio, dalla conquista dell'isola di Creta, occupata da truppe australiane e neozelandesi, ottenuta pur con gravi perdite da parte dei paracadutisti tedeschi. Nonostante la perdita di tempo causata dalla campagna balcanica, l'esercito tedesco era ora al massimo della sua efficienza e pronto al grande attacco contro l'Unione Sovietica.

#### L'invasione dell'Unione Sovietica

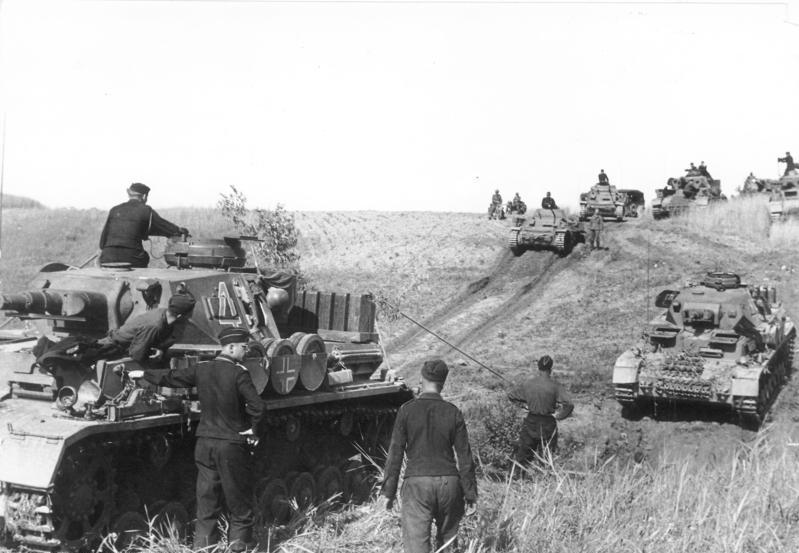
Le Panzer-Division avanzano nella steppa

La pianificazione operativa cominciò quasi contemporaneamente da parte dei due comandi tedeschi, l'OKH, il cui piano Marcks poneva come obiettivo principale Mosca, e l'OKW, che prevedeva un attacco principale su due ali; le decisioni definitive, pesantemente condizionate dal pensiero strategico di Hitler, ostile a una marcia diretta sulla capitale, vennero cristallizzate nella famosa Direttiva N. 21 del 18 dicembre 1940, Fall Barbarossa, inizialmente denominata Piano Otto. L'attacco sarebbe stato sferrato contemporaneamente su tutto il fronte e il primo obiettivo sarebbe stata la linea Dvina-Dnepr; Mosca sarebbe stata attaccata solo dopo la conquista di Leningrado e dell'Ucraina; la vittoria era attesa entro quindici settimane.

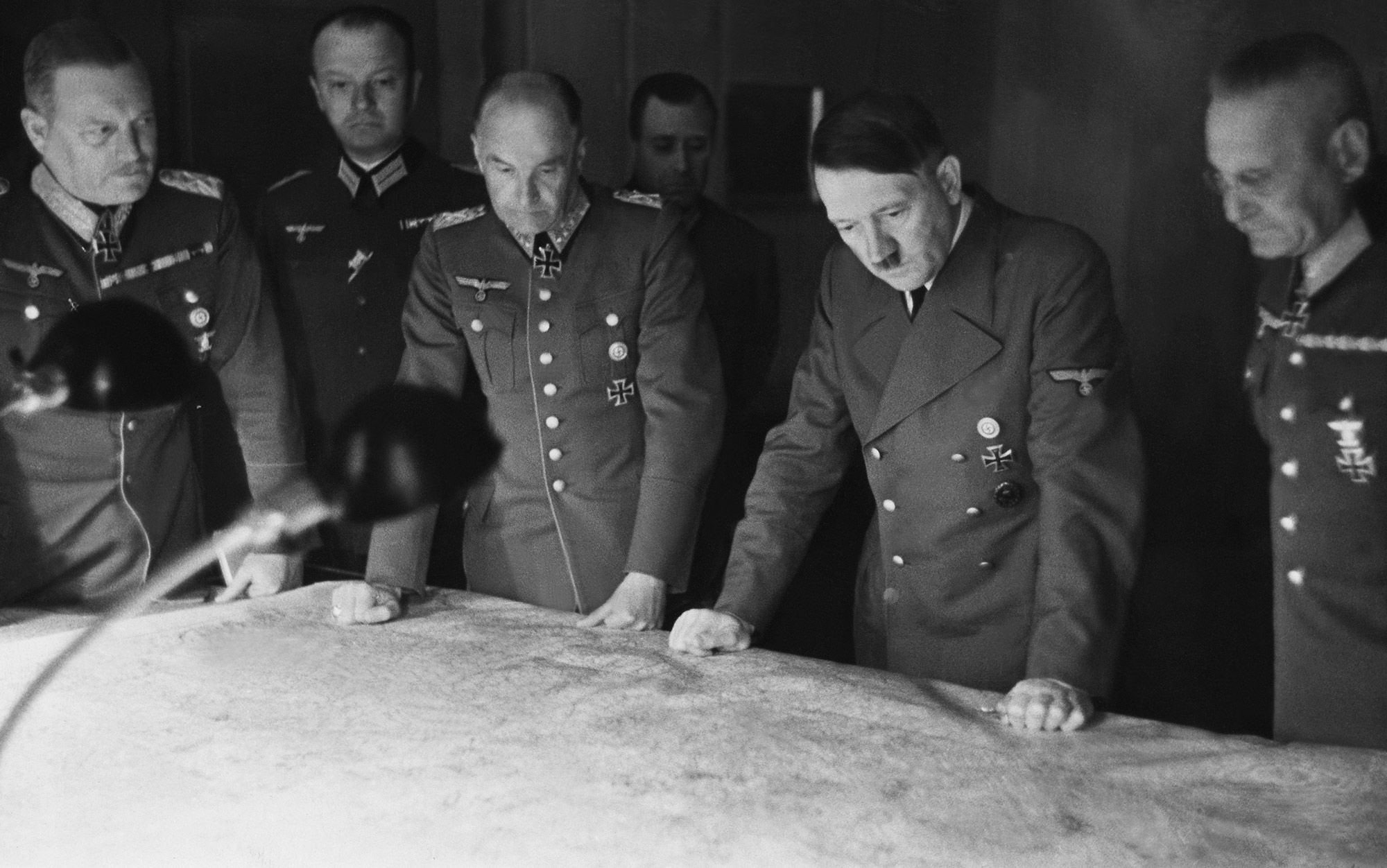
Quartier generale del Führer a Rastenburg (Prussia Orientale): Keitel, von Brauchitsch, Hitler, Halder

La decisione di Hitler di rompere il patto Molotov-Ribbentrop e di scatenare un attacco generale a est, manifestata per la prima volta già nel luglio 1940, nasceva in primo luogo dalle concezioni ideologico-razziali del dittatore, delineate già nel Mein Kampf; a questi fondamenti ideologici si accompagnavano complesse motivazioni strategiche, politiche ed economiche, alcune utilizzate da Hitler tatticamente solo per convincere i suoi collaboratori:
- sconfiggere anche l'ultima potenza terrestre europea per poi poter riversare senza timori l'intera potenza della Wehrmacht contro l'Inghilterra;
- sconfiggere l'URSS nel 1941, prima dell'intervento americano ipotizzato per il 1942;
- organizzare un'area di sfruttamento economico autosufficiente, essenziale per condurre una lunga guerra transcontinentale;
- raggiungere un collegamento diretto con l'alleato giapponese.

A queste motivazioni, Hitler e i suoi principali comandanti aggiunsero la necessità di anticipare un presunto attacco dell'Unione Sovietica, "giudeo-bolscevica", contro la Germania e l'occidente; questa interpretazione, riproposta da alcuni autori revisionisti, è stata respinta dalla maggior parte degli storici.
Contemporaneamente, Hitler s'impegnò per molti mesi in un'estenuante campagna diplomatica, le cui tappe principali furono indubbiamente la firma a Berlino il 27 settembre 1940 del Patto tripartito tra Germania, Italia e Giappone, per paralizzare l'aggressività americana con la minaccia giapponese e essere potenzialmente un pericolo per l'URSS. Hitler fu impegnato inoltre nella visita di Molotov a Berlino il 12 novembre 1940 durante la quale fallirono, di fronte alla brutale concretezza eurocentrica del ministro sovietico, i tentativi del dittatore di dirottare le mire comuniste verso prospettive indiane o persiane. Convinto dell'impossibilità di un nuovo accordo meramente tattico con Stalin e della ristrettezza del tempo rimasto a sua disposizione, Hitler prese la decisione di invadere l'Unione Sovietica.
Le difficoltà di Stalin si accrescevano sempre più: il rafforzamento militare tedesco a est proseguiva, le piccole nazioni ai confini dell'URSS si alleavano con la Germania, il Giappone minacciava l'Estremo Oriente, i rapporti con Inghilterra e Stati Uniti erano difficili nonostante i tentativi di riavvicinamento dell'ambasciatore inglese Stafford Cripps, che al contrario avevano reso sospettoso Stalin. L'URSS era inoltre impegnata in una frenetica corsa contro il tempo per ricostruire e riorganizzare le sue forze militari, modernizzando nel contempo i suoi armamenti e le sue tattiche. Prevedendo lo scoppio della guerra per il 1942, Stalin contava di riuscire a completare i suoi preparativi e di poter trattenere Hitler con concessioni economiche o diplomatiche, considerando inoltre insensato un attacco tedesco a est con l'Inghilterra ancora in armi a ovest.
Il 13 aprile 1941, Stalin mise a segno un grande successo strategico-diplomatico: firmò con il Giappone il patto nippo-sovietico di non aggressione, di durata quinquennale, con il quale si coprì le spalle da un attacco giapponese che, in caso di guerra con la Germania di Hitler, avrebbe esposto l'Unione Sovietica alla minaccia di un attacco da est. Male informato dai tedeschi sui loro propositi contro l'URSS poiché Hitler desiderava condurre da solo la guerra contro i sovietici, il Giappone aveva a sua volta firmato il patto per proteggersi dai sovietici nella futura espansione nipponica nel sud-est asiatico.
Il 22 giugno, la Germania, rompendo il patto di non aggressione del 1939, invase l'Unione Sovietica con l'Operazione Barbarossa. Hitler mirava a distruggere il nemico rapidamente; in pochi mesi la potenza della Wehrmacht avrebbe dovuto dilagare a est con l'obiettivo di occupare il territorio sovietico occidentale, stabilendo una linea che da Arcangelo, sul Mar Glaciale Artico, sarebbe arrivata ad Astrachan', sul Mar Caspio, dominando il Paese, con le popolazioni locali sottomesse, sterminate o deportate, le terre orientali ridotte a terre di colonizzazione e sfruttamento per la razza superiore tedesca. Stalin, nonostante i numerosi avvertimenti diplomatici e di intelligence ricevuti, venne colto di sorpresa: fino all'ultimo aveva interpretato i segni di un attacco tedesco come semplici pressioni intimidatorie di Hitler per costringerlo a trattare da posizioni di debolezza e quindi le forze sovietiche in prima linea non furono tempestivamente allertate. Oltre 3 milioni di soldati tedeschi parteciparono all'attacco appoggiati dai contingenti degli stati alleati della Germania – Romania, Ungheria, Slovacchia, Italia e Finlandia – e dalle formazioni volontarie reclutate nei Paesi Bassi, in Francia, in Scandinavia e in Spagna.

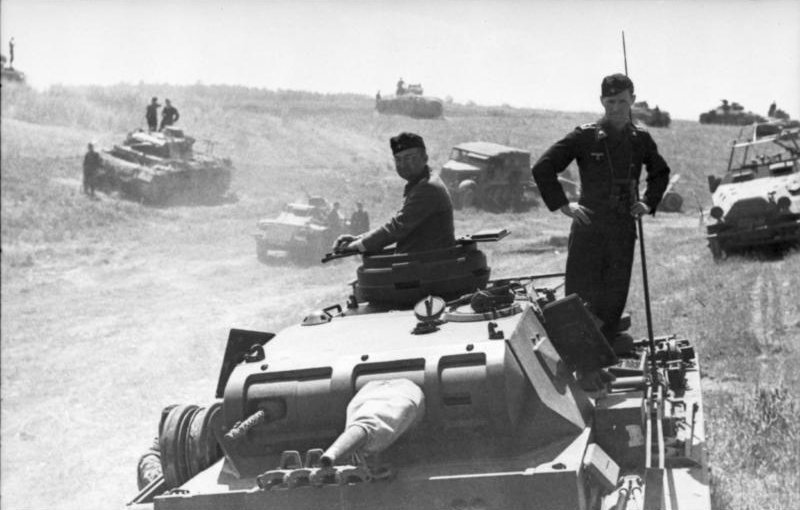
Carri tedeschi sul Fronte orientale

Fin dall'inizio, la situazione dei sovietici si rivelò drammatica: i potenti corazzati tedeschi, divisi in quattro gruppi con circa 3 500 carri ciascuno, avanzarono subito in profondità per decine di chilometri nelle retrovie delle truppe sovietiche, rimaste ferme sulle linee di confine, e conquistarono d'assalto ponti sui fiumi Dvina, Niemen e Buh Occidentale, oltre ad altri punti strategici. Il caos regnava nelle retrovie e nella catena di comando sovietica; le comunicazioni erano interrotte, le incursioni aeree tedesche devastavano i depositi e i centri di comando, a Mosca né Stalin né il Comando sovietico compresero la catastrofe che si profilava. Mentre le prime linee sovietiche si battevano accanitamente ma disordinatamente, le colonne corazzate tedesche manovravano per richiudere in grandi sacche le forze nemiche. Le ingenti riserve corazzate sovietiche presenti nelle retrovie vennero gettate subito allo sbaraglio contro le più esperte Panzer-Division: si scatenarono numerose battaglie d'incontro, come ad esempio in Lituania, presso Raseiniai e Alytus, dove i carri armati russi subirono perdite spaventose, impiegati allo scoperto, confusamente e sotto gli attacchi della Luftwaffe, la quale aveva guadagnato subito il dominio del cielo con un riuscito attacco a sorpresa agli aeroporti russi. A sud, le forze corazzate sovietiche si batterono meglio, come nella battaglia di Dubno, e misero in difficoltà i panzer; tuttavia la superiorità tedesca si impose e anche in questo settore i tedeschi, dopo aver inflitto gravi perdite, continuarono ad avanzare. Ai primi di luglio, le riserve corazzate sovietiche, che erano state malamente impiegate dal comando sovietico, risultavano quasi completamente distrutte. I carri armati tedeschi poterono così proseguire l'avanzata nei Paesi Baltici, avvicinandosi addirittura a Leningrado, progredirono a sud verso Žitomir e Kiev, chiusero la sacca di Uman' e soprattutto accerchiarono tre armate sovietiche nell'area di Minsk-Białystok, il 28 giugno, causando quasi 400 000 perdite ai sovietici.
Il 3 luglio, dopo essersi ritirato per oltre dieci giorni, Stalin rientrò in campo con un celebre discorso radiofonico in cui delineava realisticamente le difficoltà della situazione e l'entità della minaccia che incombeva sull'URSS e i suoi popoli. L'intervento del dittatore servì, accompagnato da metodi staliniani, a rafforzare la disciplina, mobilitare tutte le risorse e organizzare nuove armate per ricostituire un fronte difensivo. Infatti, a metà luglio, lo schieramento iniziale sovietico era stato praticamente distrutto dall'attacco tedesco con oltre un milione di prigionieri solo nel primo mese di guerra. I tedeschi, superata Minsk, procederono rapidamente lungo la strada per Mosca. A Smolensk anche il secondo scaglione sovietico, frettolosamente organizzato, venne accerchiato il 18 luglio; si scatenò una sanguinosa battaglia, la resistenza sovietica fu aspra e, anche se al costo di 350 000 uomini, servì a rallentare e contenere la progressione tedesca verso Mosca.
Nel frattempo, i tedeschi avevano conquistato completamente i Paesi Baltici, dove furono accolti favorevolmente dalla popolazione, e marciavano su Leningrado; l'intervento finlandese da nord, il 1º luglio, aggravò ancora la situazione della città. Agli inizi di agosto, la precaria linea difensiva di Luga venne superata; con una manovra aggirante le colonne tedesche, pur duramente contrastate dalle forze sovietiche, raggiunsero il lago Ladoga a Schlissenburg, l'8 settembre. I finlandesi intanto avevano riconquistato parte della Carelia e Leningrado era totalmente isolata. Cominciava la tragedia della grande città, decimata dalla fame e dai bombardamenti, ma determinata a non arrendersi; durante l'inverno solo la via della vita sul ghiaccio del Ladoga avrebbe permesso la precaria sopravvivenza della popolazione. A sud, dove i tedeschi erano rafforzati dai contingenti rumeno, che marciò lungo la costa del mar Nero verso Odessa, e italiano (CSIR), la resistenza sovietica era più solida, in difesa di Kiev e della linea del Dnepr, così l'avanzata venne rallentata.

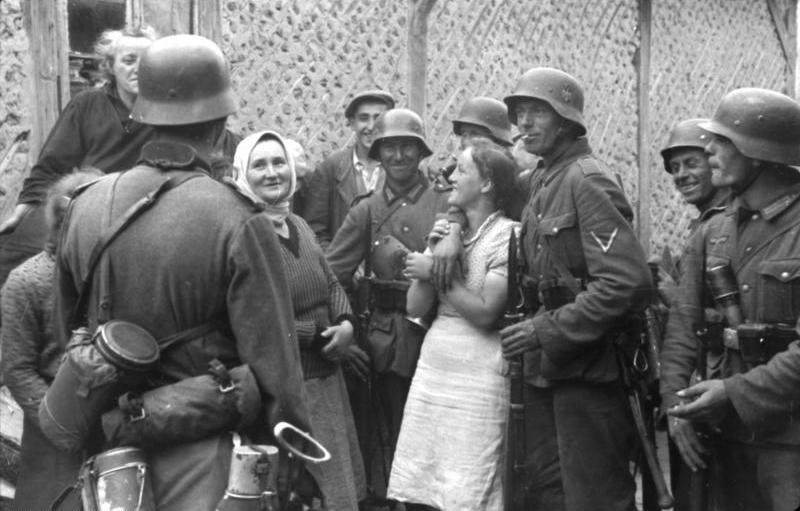
Soldati tedeschi e popolazione civile sovietica nel sud della Russia, all'inizio dell'invasione nazista

Alla fine di luglio, Stalin fece mostra di un certo ottimismo, durante i colloqui con l'inviato di Roosevelt, Harry Hopkins, esprimendo la sua sicurezza nel riuscire a fermare la guerra lampo tedesca. L'ottimismo staliniano, che si basava anche sulla riuscita mobilitazione delle risorse militari sovietiche e sulla pianificata evacuazione degli impianti industriali negli Urali e in Siberia, era certamente prematuro: i tedeschi erano ancora molto pericolosi, nonostante la perdita di 390 000 uomini al 13 agosto ed erano ancora in grado di proseguire l'avanzata verso il cuore della Russia.

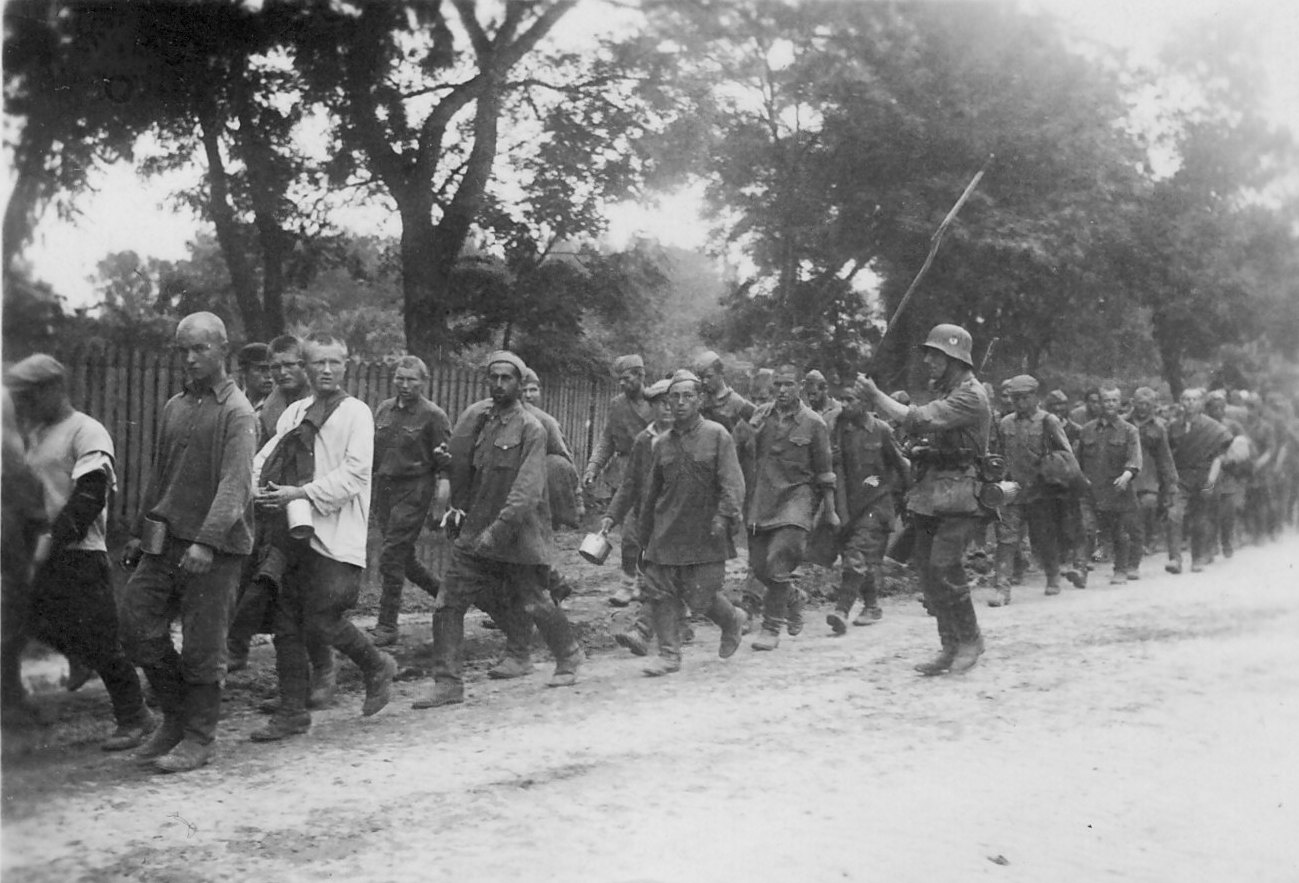
Una colonna di prigionieri sovietici

In questa fase sorsero contrasti anche nell'Alto Comando tedesco, tra Hitler, ostile a seguire il miraggio di Mosca e quindi a proseguire direttamente verso la capitale, e alcuni generali (Halder e Guderian principalmente) determinati invece a marciare subito su Mosca, sperando anche negli effetti psicologici derivanti dalla caduta della città. Hitler impose la sua decisione; preoccupato dalle difficoltà verificatesi nel settore meridionale, architettò una nuova gigantesca manovra accerchiante con l'afflusso verso sud di una parte delle forze corazzate del raggruppamento centrale. La manovra avrebbe dato origine alla 'micidiale sacca di Kiev', in cui l'intero gruppo di forze sovietico del settore meridionale venne accerchiato e distrutto con la perdita di oltre 600 000 soldati al 24 settembre 1941. La catastrofe, in parte scaturita da alcune decisioni errate di Stalin, deciso a non cedere Kiev anche per motivi di prestigio, sembrò confermare la correttezza delle decisioni del Führer.
Alla fine di settembre, la situazione sembrava a favore dei tedeschi. Leningrado era stretta nel mortale assedio tedesco-finlandese; le difese di Mosca, imperniate sulle precarie linee fortificate a est di Smolensk, apparivano vulnerabili; a sud si apriva il vuoto di fronte alle colonne corazzate tedesche. L'Ucraina era completamente conquistata, con Char'kov presa il 24 ottobre, la Crimea invasa dal 18 ottobre e i tedeschi che si spingevano in direzione di Rostov, porta del Caucaso, che sarebbe caduta il 20 novembre.

#### La battaglia di Mosca
Il 2 ottobre, dopo il rafforzamento del raggruppamento centrale tedesco portato a 1 milione di uomini e 1 700 carri armati, Hitler scatenò l'Operazione Tifone, una potente offensiva diretta a conquistare Mosca, distruggere le forze sovietiche a difesa della capitale e concludere vittoriosamente la guerra a est prima dell'inverno. Nonostante le gravi perdite già subite dai tedeschi, 551 000 vittime al 30 settembre, il Führer e l'Alto comando tedesco mantenevano la piena fiducia nella vittoria di quest'ultima grande battaglia contro le rimaste forze sovietiche, che avevano subito la perdita di oltre 2,7 milioni di uomini, secondo le stesse fonti sovietiche.
L'inizio dell'Operazione Tifone sembrò confermare l'ottimismo tedesco, con i corazzati che penetrarono subito le cinture difensive sovietiche, malamente schierate e organizzate, e progredirono con grande velocità chiudendo altre due sacche di accerchiamento a Brjansk e Vjaz'ma, il 7 ottobre, mentre un'altra colonna panzer era entrata a sorpresa a Orël, il 2 ottobre. La situazione dei russi si aggravò rapidamente: le forze poste a difesa di Mosca erano praticamente accerchiate, con le truppe che si batterono coraggiosamente fino alla fine del mese, subendo almeno 500 000 vittime, mentre i carri armati tedeschi avanzavano verso la capitale dalla strada maestra di Smolensk, sia da nord, passando per Kaluga occupata il 12 ottobre, che da sud. Stalin per la prima volta mostrò segni di disperazione e, il 14 ottobre, il panico esplose a Mosca, mentre il corpo diplomatico e il governo si trasferivano a Kujbyšev. Tuttavia, Stalin decise di rimanere nella capitale e organizzare la difesa di Mosca richiamando dal fronte di Leningrado il generale Georgij Žukov e, soprattutto, schierando numerose divisioni siberiane ben equipaggiate provenienti dall'Estremo Oriente dove, grazie alle notizie fornite dalla spia Richard Sorge, i sovietici erano certi che il Giappone non avrebbe mai attaccato. L'intervento di queste truppe scelte, la presenza di Stalin in persona, le capacità di Žukov e anche l'arrivo sul campo di battaglia dell'autunno fangoso fermarono la marcia tedesca sulla capitale a fine ottobre.
Tuttavia, i tedeschi non rinunciarono e, dopo aver atteso che i primi geli solidificassero il terreno, ripresero l'attacco, nonostante l'approssimarsi dell'inverno russo a cui erano totalmente impreparati, dato che per decisione di Hitler l'equipaggiamento invernale era stato escluso dalle dotazioni delle truppe combattenti. Anche quest'ultimo tentativo tedesco, iniziato il 16 novembre, nonostante qualche successo iniziale, che permise ad alcuni reparti tedeschi di giungere in vista della periferia della capitale il 4 dicembre, sarebbe fallito di fronte alla solida resistenza sovietica e al progressivo peggioramento del clima.
Stalin e Žukov disponevano ancora di forze di riserva efficienti e ben equipaggiate per l'inverno, per un totale di quasi 1 800 000 soldati, con cui sferrarono, a partire dal 5 dicembre, un improvviso contrattacco, sia a nord che a sud di Mosca, contro le avanguardie tedesche oramai bloccate anche dal gelo. L'azione era totalmente inaspettata dalle esauste truppe tedesche; in mezzo alle intemperie invernali i russi passarono all'offensiva, liberarono molte importanti città attorno a Mosca e respinsero i tedeschi a oltre 100 km dalla capitale. La Wehrmacht subì la sua prima pesante sconfitta della guerra; ci furono crolli del morale tra le truppe e i generali tedeschi e enormi quantità di equipaggiamento furono persi.
L'Operazione Barbarossa si concludeva alla fine dell'anno con un fallimento. L'Unione Sovietica, nonostante la perdita di 4,3 milioni di uomini nel solo 1941, non era crollata ed era invece passata al contrattacco. I tedeschi furono costretti a combattere una dura battaglia difensiva invernale, in una situazione strategica complessiva cambiata a sfavore della Wehrmacht che aveva subito 831 000 perdite al 31 dicembre, quasi un quarto dei suoi effettivi. Hitler forse già presagiva la futura sconfitta, ma era ancora deciso a continuare la guerra su tutti i fronti, organizzando personalmente la difesa a oltranza sul fronte orientale, per evitare una ritirata incontrollabile dell'esercito tedesco.

### 1942

#### Controffensiva invernale sovietica
Sul fronte orientale, il 1942 cominciò con le nuove offensive sovietiche invernali ordinate da Stalin, convinto della possibilità di un crollo "napoleonico" dell'esercito tedesco e quindi desideroso di non dare respiro all'invasore. Dopo la vittoriosa battaglia di Mosca, l'Armata Rossa proseguì la sua avanzata, in mezzo alle intemperie dell'inverno russo e a costo di terribili perdite, soprattutto nella regione a ovest della capitale. I tedeschi si trovarono spesso in drammatiche difficoltà, persero ancora parecchio terreno, ma non crollarono, anche per l'ordine di Hitler di resistere ad ogni costo e per aver mantenuto la loro coesione e combattività. Leningrado era ancora assediata, Ržev e Vjaz'ma divennero capisaldi sulla via di Mosca, la linea sul Donec venne mantenuta; le due sacche di Demjansk e Cholm vennero tenacemente difese dalle truppe tedesche accerchiate che, rifornite per via aerea, resistettero fino a primavera, quando vennero liberate dalle colonne di soccorso.

#### Operazione "Blu"

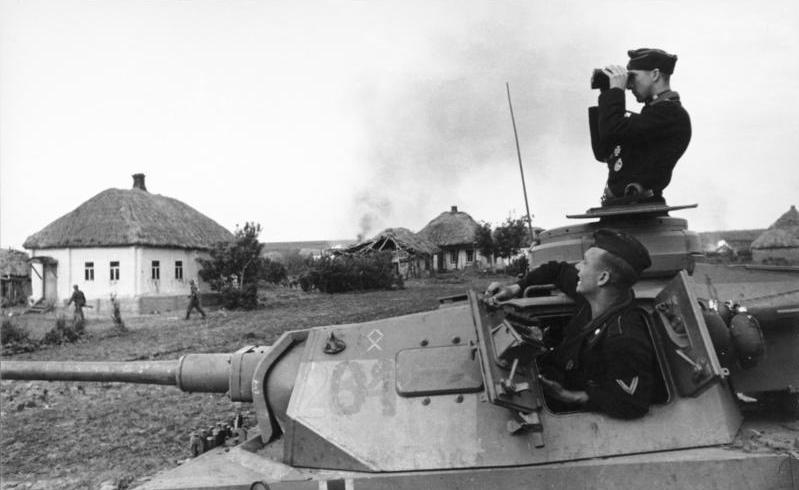
Un Panzer III in Russia

A costo di gravi perdite, con oltre 1 milione di soldati morti o feriti dal 22 giugno 1941 al 30 marzo 1942, la Wehrmacht riuscì a fermare la prima controffensiva dell'Armata Rossa, altrettanto provata con 1,5 milioni di vittime. Hitler, consapevole che l'ingresso in guerra degli Stati Uniti modificava fortemente lo scacchiere mondiale ed erroneamente convinto che i russi dopo la loro sanguinosa offensiva invernale avessero definitivamente esaurito le loro forze, impose una nuova offensiva concentrata nel solo settore meridionale dell'immenso fronte allo scopo di schiacciare le forze residue sovietiche e di conseguire quegli obiettivi strategico-economici, cioè il bacino carbonifero del Donec, la regione del Volga, il petrolio del Caucaso e il grano del Kuban', ritenuti essenziali per proseguire una guerra aeronavale contro le potenze occidentali. Dopo dei contrasti tra alcuni generali, favorevoli a un nuovo attacco diretto su Mosca o addirittura a un mantenimento della linea difensiva, e Hitler, deciso a concludere a tutti i costi la guerra a est entro il 1942, venne preparata l'Operazione Blu, ossia la Direttiva 41 del 5 aprile.
Il 28 giugno 1942, la Wehrmacht ricominciò l'offensiva, puntando verso sud-est. Dopo alcune rilevanti vittorie preliminari, come la conquista della Crimea, di Sebastopoli, già assediata da tempo, e la seconda battaglia di Char'kov, che frustrò i tentativi di contrattacco sovietici, ebbe inizio la spinta decisiva in direzione del fiume Don, del fiume Volga e contemporaneamente anche del Caucaso. La Wehrmacht, favorita anche da contrasti nelle alte sfere sovietiche sulle strategie da seguire, per alcuni mesi sembrò nuovamente trionfante e vicina alla vittoria definitiva. L'Armata Rossa batteva in ritirata, in disordine, mentre i tedeschi conquistavano Rostov, il 23 luglio, e aprivano le porte per il Caucaso. Hitler, convinto che ormai il crollo sovietico fosse imminente, impose di accelerare i tempi, con un'avanzata contemporanea sia verso il Volga e il grande centro industriale di Stalingrado, sia verso il Caucaso e i pozzi di petrolio di Groznyj e Baku.

#### La battaglia di Stalingrado

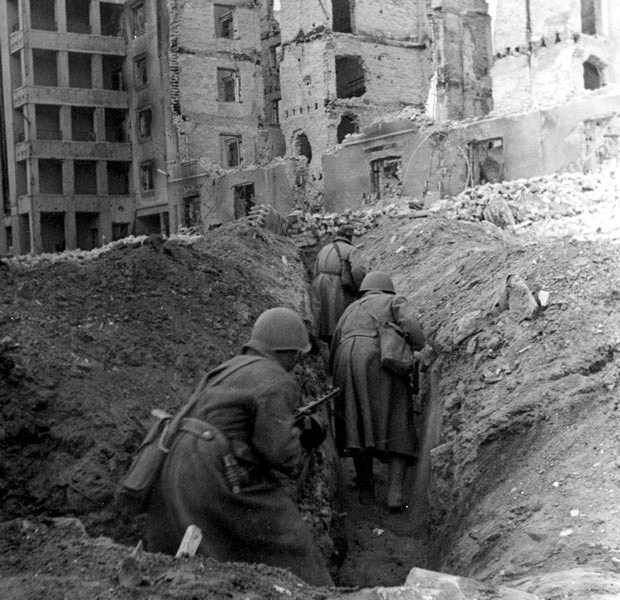
Soldati sovietici della 62ª Armata in azione durante la battaglia di Stalingrado

Per Stalin era un momento drammatico: la città che portava il suo nome era minacciata, l'esercito appariva scoraggiato, i tedeschi invincibili e gli alleati occidentali sembravano non voler aprire nessun secondo fronte in Europa. Nonostante i progetti dei generali George Marshall e Dwight Eisenhower per intervenire subito in Francia e alleggerire la pressione sui sovietici, Winston Churchill, sempre timoroso dei tedeschi e forse desideroso di un dissanguamento reciproco russo-tedesco, ebbe partita vinta con Franklin Delano Roosevelt e impose l'abbandono dei piani americani e l'adozione del piano di sbarco in Nordafrica.
Il 28 luglio, Stalin emanò quindi il suo famoso ordine del giorno Non un passo indietro. Esso segna l'inizio della ripresa militare, organizzativa e morale dell'Armata Rossa, rafforzata in seguito dall'esito della dura e sanguinosa battaglia di Stalingrado, iniziata il 17 luglio. Il 23 agosto, i tedeschi raggiunsero il Volga ma la resistenza sovietica fu subito tenace, Stalin mobilitò tutte le risorse della città, difesa dalla 62ª Armata del generale Vasilij Čujkov. Per due mesi infuriò una violenta battaglia urbana che dissanguò la 6ª Armata tedesca del generale Friedrich Paulus. Contemporaneamente anche nel Caucaso l'avanzata tedesca rallentava, nonostante alcuni successi propagandistici tedeschi come la scalata del Monte Elbrus in agosto, e finiva per fermarsi alle porte di Groznij, di Tbilisi e di Tuapse, a causa delle prime intemperie, delle difficoltà del terreno e della tenace difesa sovietica.

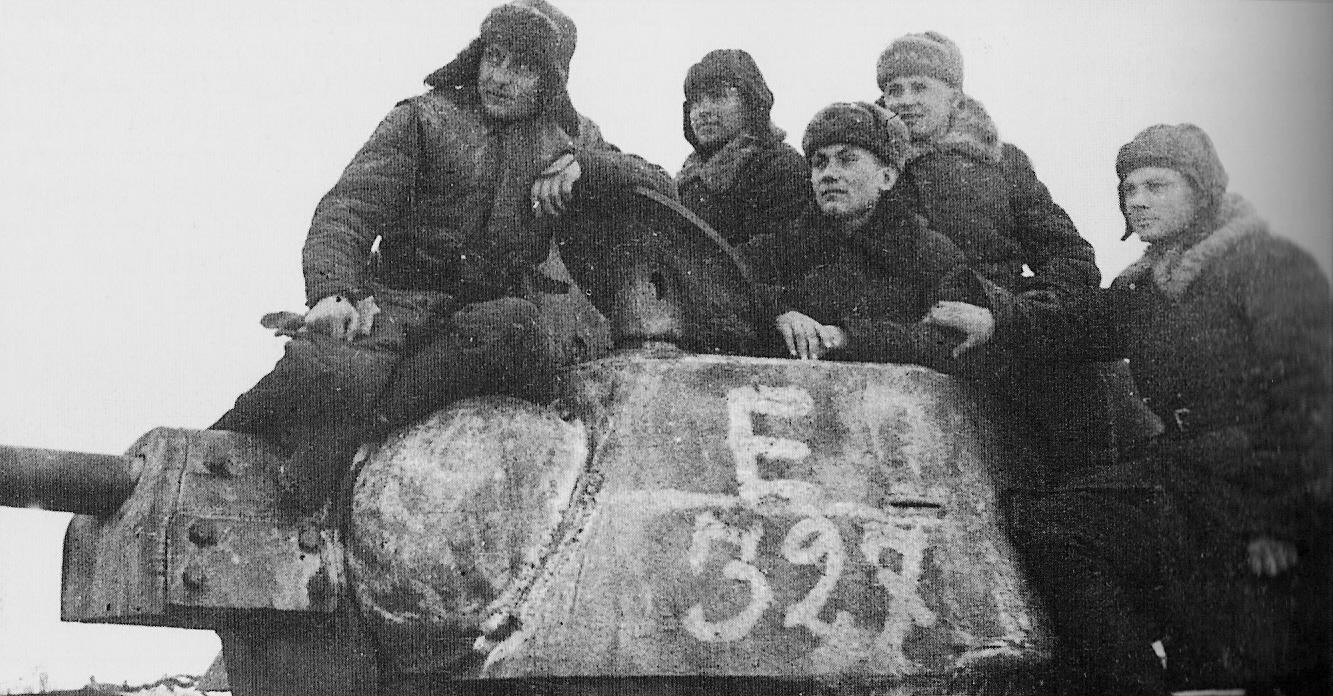
Un carro T-34 sovietico in azione durante l'operazione Urano

A metà novembre, tedeschi erano avvinghiati in un sanguinoso scontro a Stalingrado, bloccati definitivamente nel Caucaso e ridotti alla difensiva su tutto il Fronte orientale. Tale fronte si estendeva pericolosamente su quasi 3 000 km, con i due raggruppamenti più potenti bloccati a Stalingrado e nel Caucaso. Il pericolo principale risiedeva nel lungo fianco settentrionale sul Don, ma Hitler decise di mantenere le posizioni raggiunte poiché i tedeschi ritenevano che l'Armata Rossa fosse ormai indebolita e incapace di offensive su ampia scala. Al contrario Stalin e i suoi generali più importanti, Aleksandr Vasilevskij e Georgij Žukov, già da settembre avevano cominciato a organizzare grandi controffensive, previste per il tardo autunno e inverno, con lo scopo di ottenere una vittoria decisiva e rovesciare completamente l'equilibrio sul fronte orientale. Erano le offensive "planetarie" dell'Armata Rossa, denominate con nomi di pianeti, per sottolineare il massiccio numero di forze impiegate.

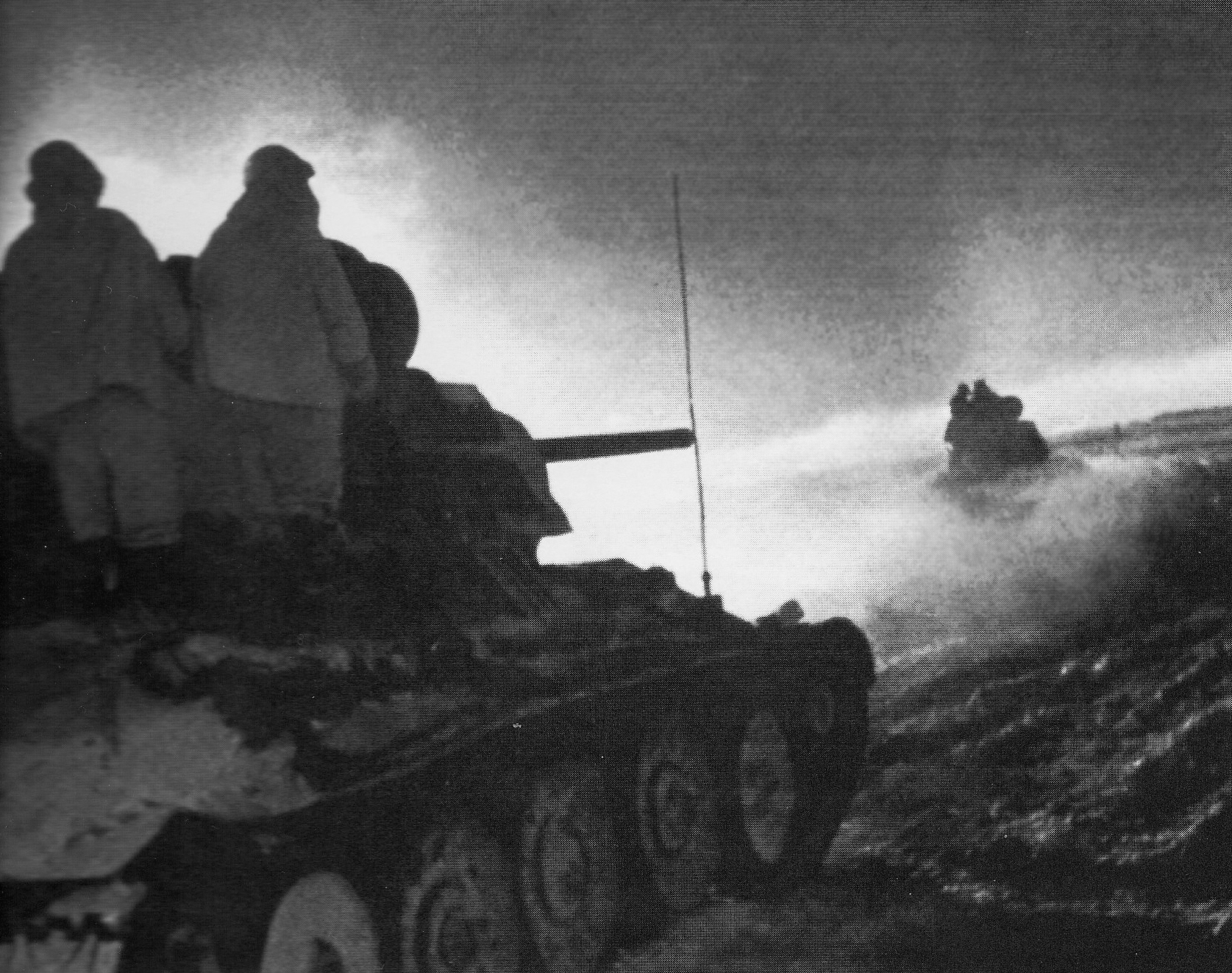
Le colonne corazzate sovietiche avanzano nella neve durante l'operazione Piccolo Saturno

Il 19 novembre 1942, si scatenava l'Operazione Urano: in quattro giorni i corpi corazzati e meccanizzati sovietici travolsero le difese tedesco-rumene sul Don e sbaragliarono le indebolite Panzer-Division tedesche di riserva che per la prima volta nella guerra furono nettamente sconfitte dai carri dell'Armata Rossa. Il 23 novembre, i corpi corazzati e meccanizzati si incontrarono a Kalač, accerchiando completamente la 6ª Armata bloccata a Stalingrado, con quasi 300 000 uomini intrappolati.
Mentre falliva l'Operazione Marte, sulla direttrice di Mosca, a metà dicembre Stalin sferrò il nuovo attacco sul Don, l'Operazione Piccolo Saturno, mentre i tedeschi tentavano disperatamente di venire in soccorso delle truppe rimaste accerchiate a Stalingrado, anche per ordine di Hitler che era risoluto nel tenere le posizioni fino all'ultimo. La catastrofe colpì in pieno anche le truppe del Corpo di spedizione italiano in Russia, riorganizzato nell'estate 1942 come ARMIR, schierato a difesa del medio Don con mezzi e equipaggiamenti inadeguati. Dal 19 dicembre, la ritirata degli italiani, inseguiti nella neve dalle colonne corazzate sovietiche, si trasformò in tragedia, con la perdita di 100 000 uomini. Alla fine dell'anno, la situazione per l'Asse sul fronte orientale era molto critica: la 6ª Armata tedesca era accerchiata a Stalingrado, isolata, affamata e ormai senza più speranze, le truppe rumene e italiane erano in rotta, l'esercito tedesco nel Caucaso era in piena ritirata a partire dal 30 dicembre per evitare un nuovo accerchiamento, mentre i sovietici erano invece in avanzata generale. L'Asse perse circa 1 milione di uomini tra il novembre 1942 e il 2 febbraio 1943, data della resa definitiva a Stalingrado.

#### Il problema del "secondo fronte" e l'incursione di Dieppe
Il problema di un "secondo fronte" in Europa occidentale, che attirasse e logorasse una parte della Wehrmacht impegnata quasi completamente ad est e alleviasse la pressione tedesca sui russi, era sorto praticamente fin dalla prima lettera di Stalin a Churchill del 18 luglio 1941, in risposta alla missiva del Primo Ministro inglese del 7 luglio. Le richieste di Stalin, riguardo a un impegno immediato inglese in forze sul continente, erano irrealistiche: in primo luogo, a causa della debolezza dell'esercito britannico, reduce dalle disfatte in Francia, Norvegia, Grecia e Creta, e in secondo luogo perché il piano di guerra di Churchill, prima dell'entrata in guerra degli Stati Uniti, era completamente differente. Esso partiva dalla convinzione, presente soprattutto nell'establishment militare, di un rapido crollo dell'URSS e si fondava sul potenziamento massimo dei rifornimenti di armi dagli Stati Uniti, grazie alla Legge Lend-Lease (Affitti e Prestiti) dell'11 marzo 1941, sul continuo incremento dei bombardamenti strategici del Bomber Command per scuotere il morale dei civili tedeschi e distruggere l'industria bellica del Reich, sull'organizzazione di piccole operazioni periferiche dirette a logorare il nemico e a provocare il crollo dei suoi alleati, secondo il vecchio schema adottato dagli inglesi contro Napoleone nella guerra d'indipendenza spagnola. Erano quindi state pianificate le operazioni: Crusader (in Cirenaica), Acrobat (in Tripolitania), Gymnast (nel Nordafrica francese), Jupiter (in Norvegia) e Whipcord (in Sicilia).
Due eventi capitali verificatisi alla fine del 1941 cambiarono radicalmente la situazione: Stalin e l'Armata Rossa riuscirono a fermare l'avanzata tedesca e passarono al contrattacco dal 5 dicembre, con conseguente necessità per l'esercito tedesco di rimanere in gran parte sul fronte est, e dal 7 dicembre gli Stati Uniti entrarono in guerra.
Nel gennaio del 1942, Churchill e Roosevelt s'incontrarono a Washington per la conferenza Arcadia: l'accordo fu immediato sul concetto del Germany first (sconfiggere prima la Germania e poi occuparsi del Giappone), ma nel campo della pianificazione operativa sorsero ampi contrasti tra inglesi, desiderosi di non correre rischi e di coinvolgere gli Stati Uniti in Africa nell'Operazione Super-Gymnast, e gli americani. Nell'aprile 1942, George Marshall inviò in Europa Eisenhower e Mark Clark, che subito pianificarono operazioni per un rientro in forze sul continente fin dal 1942, per alleviare i russi di nuovo sotto pressione (Operazione Sledgehammer) e poi nel 1943 con offensive in grande stile (Operazione Round-up).
Durante il viaggio di Molotov a Washington, nel maggio 1942, Roosevelt diede precise assicurazioni positive in questo senso, ma Churchill e gli strateghi inglesi riuscirono, negli incontri del 18-20 luglio 1942, a imporre l'abbandono di questi progetti americani, alla luce della vittoria a Tobruch in Nordafrica e delle nuove ritirate sovietiche, e a stabilire come unico impegno per gli angloamericani nel 1942 l'Operazione Torch.
Tuttavia, l'ipotesi di aprire un "secondo fronte" che minacciasse direttamente la Germania, magari partendo da un'invasione della Francia occupata dai tedeschi, non poteva essere del tutto messa da parte. I maggiori dubbi strategici e logistici dei generali Alleati risiedevano, soprattutto, nel cercare di capire se fosse possibile occupare un porto marittimo francese sul Canale della Manica, da utilizzare sia come punto di lancio per un'invasione su vasta scala, sia come punto di approdo sicuro per i rifornimenti alle truppe impegnate nell'invasione. Gli Alleati concordarono nell'effettuare un esperimento, per sondare la capacità di reazione della Wehrmacht: avrebbero tentato l'invasione del porto di Dieppe, sulla costa francese. Le truppe alleate avrebbero dovuto conquistarlo il più rapidamente possibile, quindi avrebbero tentato di mantenerne il controllo per almeno 48 ore, dopodiché sarebbero state evacuate. Se la Wehrmacht avesse dimostrato incapacità a reagire efficacemente, la futura ipotetica invasione della Francia avrebbe potuto avere inizio da un porto.

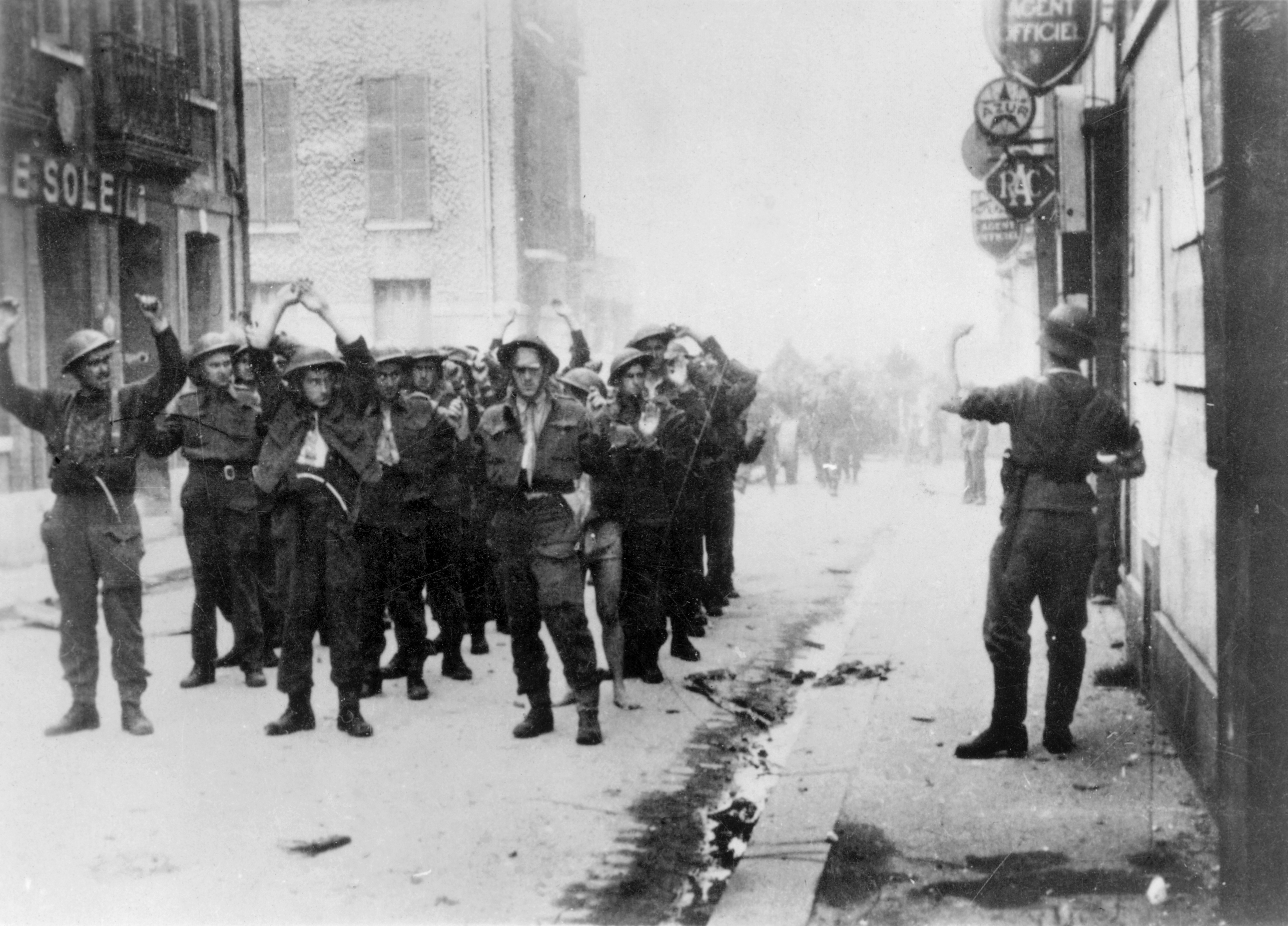
Dieppe: un gruppo di soldati canadesi prigionieri

Il 18 agosto, fu messo in azione il piano Jubilee a Dieppe, che però si risolse in un completo disastro. Non solo le truppe sbarcate, principalmente canadesi, non riuscirono a occupare il porto, ma furono in gran parte distrutte dalle truppe tedesche di difesa e soltanto una minoranza di soldati alleati riuscì a essere evacuata dal campo di battaglia mentre la battaglia aerea sopra le spiagge terminò con una netta vittoria della Luftwaffe. Pertanto, i generali alleati ebbero la conferma che non sarebbe stato possibile invadere la Francia attaccando direttamente un porto marittimo, ma sarebbe stato necessario inventare nuove soluzioni tattiche, che sarebbero state poi impiegate nello sbarco in Normandia del 6 giugno 1944. Per contro, il fallimento alleato a Dieppe mise comunque in allarme Hitler, che diede ordine di cominciare la costruzione di un imponente Vallo Occidentale o Vallo Atlantico, una lunghissima catena di fortificazioni difensive che, teoricamente, si sarebbe dovuta estendere sulle coste di tutto il Nord Europa, dalle coste della Norvegia sino ai confini con la Spagna, creando così una Fortezza Europa. Da questo punto di vista, la sanguinosa incursione alleata su Dieppe risultò un discreto successo "indiretto", in quanto la conseguente decisione di Hitler, di costruire una quantità impressionante di fortificazioni a ovest, comportò il dispendio di enormi quantità di risorse industriali, come ad esempio l'acciaio, che altrimenti l'industria bellica tedesca avrebbe potuto impiegare per produrre più carri armati e cannoni, da destinare al Fronte orientale.
Poco prima del raid su Dieppe, durante il suo soggiorno a Mosca, tra il 12 e il 17 agosto 1942, Churchill aveva illustrato a un furibondo Stalin le motivazioni delle nuove decisioni alleate: l'URSS sarebbe rimasta da sola a combattere il Terzo Reich sul continente almeno per un altro anno, mentre gli Alleati avrebbero preso la strada per l'Africa, in attesa di un ulteriore logoramento tedesco a est, nonché in attesa della costituzione di adeguate forze americane in Inghilterra, per un ipotetico attacco in forze in Francia nel 1943 o più probabilmente nel 1944.

### 1943

#### La controffensiva tedesca a est
Il 2 febbraio 1943, i resti della 6ª Armata tedesca si arresero a Stalingrado. Mentre si consumava il drammatico finale dell'interminabile battaglia, Stalin e il Comando supremo ampliarono le dimensioni e gli scopi dell'offensiva invernale sovietica. Coscienti che le truppe dell'Asse avevano perso quasi 70 divisioni – almeno 30 tedesche, 18 rumene, 10 italiane e 10 ungheresi – e di fronte ai segni di ritirata generale dei tedeschi, con il ripiegamento dal Caucaso il 30 dicembre e l'inizio, il 12 gennaio, dell'offensiva sul medio Don contro le truppe ungheresi e il Corpo Alpino italiano, i comandi sovietici sperarono di respingere il nemico, prima del disgelo di primavera, almeno fino al Dnepr e alla Desna. Le vittorie sovietiche, in effetti, si succedettero: sul Medio Don le colonne corazzate sovietiche procedettero verso Kursk e Char'kov, il Caucaso fu progressivamente liberato, Rostov sul Don tornò in mano russa il 14 febbraio, mentre il 30 gennaio cominciarono l'Operazione Galoppo e l'Operazione Stella dirette verso il Dnepr e il mar d'Azov e il 16 febbraio cadde anche Char'kov dopo una dura battaglia contro alcuni reparti scelti tedeschi.
Stalin e il Comando sovietico organizzarono contemporaneamente altre offensive sul fronte di Leningrado, che venne parzialmente sbloccato il 18 gennaio, sul fronte di Ržev-Vjaz'ma, dove i tedeschi ripiegarono ordinatamente ai primi di marzo e anche sul fronte di Orël e Smolensk. Tuttavia, ormai anche i sovietici erano esausti dopo tre mesi di offensive ed estenuanti inseguimenti, con i reparti ormai stanchi e gravi carenze logistiche. I comandanti e lo stesso Stalin sottovalutarono le difficoltà e i pericoli. I tedeschi, dopo un momento di sbandamento, ritrovarono la loro efficienza e con l'afflusso di reparti corazzati provenienti dalla Francia, organizzarono una controffensiva per tagliare fuori le avanguardie sovietiche e riprendere in mano la situazione sul Fronte orientale.
A partire dal 19 febbraio, le Panzer-Division tedesche del feldmaresciallo von Manstein sferrarono il loro contrattacco. I sovietici furono colti di sorpresa, poiché erano convinti che i tedeschi avrebbero continuato la loro ritirata, e subirono delle sconfitte. Tutte le colonne di testa vennero messe in grave difficoltà e cominciarono a ripiegare. I tedeschi riguadagnarono la linea del Donec e del Mius, a marzo riconquistarono anche Char'kov, prendendosi una sanguinosa rivincita nella terza battaglia di Char'kov. Anche i tentativi sovietici verso Orël e Smolensk vennero respinti. A metà marzo, con l'arrivo della rasputizsa, il disgelo primaverile, le operazioni si fermarono e il fronte si stabilizzò momentaneamente.

#### La battaglia di Kursk e l'avanzata generale Sovietica

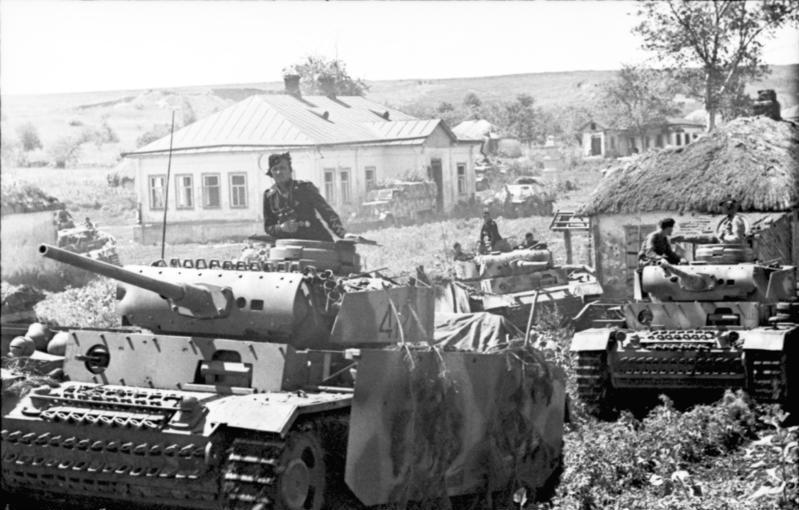
Panzer nella battaglia di Kursk

Nella primavera del 1943, la nuova linea del fronte presentava nel settore centrale un grosso saliente sovietico profondamente spinto verso ovest, presso Kursk, in una situazione potenzialmente pericolosa e favorevole a un nuovo attacco tedesco a tenaglia. Hitler, scosso dalla catastrofe di Stalingrado e dalle sconfitte subite in Africa settentrionale dall'Afrikakorps, con conseguente ulteriore indebolimento degli italiani, mostrò per una volta indecisione nella pianificazione strategica. Timoroso di un nuovo fallimento, e di fronte ai pareri ampiamente divergenti dei suoi generali, Hitler rinviò più volte l'offensiva a tenaglia, per dare tempo all'industria bellica tedesca di fornire alla Wehrmacht un grande numero di carri armati, tra i quali i nuovi Panther e Tiger dai quali si aspettava risultati decisivi.

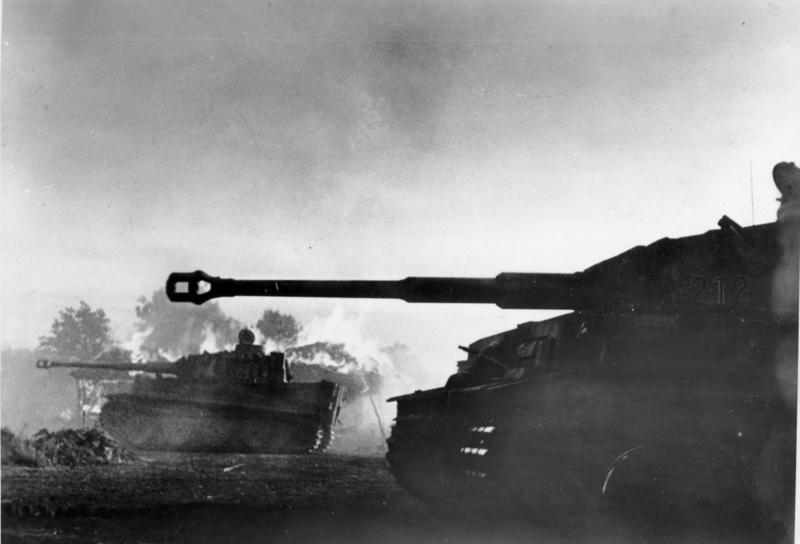
I carri armati Tiger a Kursk

Il ritardo tedesco nello scatenare l'offensiva fornì ai sovietici l'opportunità di rafforzare e fortificare il saliente di Kursk. Anche Stalin stava pianificando nuove offensive, ma di fronte ai giganteschi preparativi tedeschi decise, su consiglio anche dei suoi generali, di mantenersi in un primo tempo sulla difensiva, per poi passare in un secondo momento a una controffensiva generale. L'Armata Rossa ebbe quindi tutto il tempo di prepararsi allo scontro. Il saliente di Kursk fu riempito di mine anticarro e cannoni anticarro sovietici, trasformandosi da potenziale punto debole del Fronte in autentica trappola per la Wehrmacht.
Il 5 luglio, i tedeschi diedero inizio all'Operazione Cittadella per schiacciare il saliente di Kursk. Furono otto giorni di battaglia durissima tra i panzer tedeschi e le difese anticarro e i carri armati sovietici. Il 12 luglio, i tedeschi, dopo aver subito grosse perdite, non erano ormai più in grado di insistere nell'attacco. La gigantesca mischia corazzata di Prochorovka suggellò la sconfitta tedesca, proprio mentre nello stesso momento, secondo i progetti di Stalin, i sovietici passavano a loro volta all'attacco nella regione di Orël e sul Mius. I tedeschi, avendo perso circa il 60% delle forze corazzate disponibili sul fronte, dovettero rinunciare definitivamente all'iniziativa a est e cominciarono la lunga e sanguinosa ritirata.
L'offensiva di Stalin si sviluppò progressivamente su tutti i settori principali del fronte. Il 12 luglio, cominciò la battaglia di Orël, il 3 agosto, i sovietici passarono all'attacco, dopo aver ricostituito con grande rapidità grosse forze corazzate, nonostante le pesanti perdite a Kursk, anche nel settore di Belgorod. I tedeschi non ripiegarono senza combattere e, al contrario, organizzarono continui ridispiegamenti delle loro esperte Panzer-Division per rafforzare le difese e effettuare aspri contrattacchi. L'avanzata sovietica fu però inesorabile, anche se duramente contrastata: il 5 agosto venne liberata Orël, il 23 agosto finiva con la vittoria russa la quarta battaglia di Char'kov, dopo nuovi furiosi scontri tra carri armati. Ai primi di settembre crollava anche il fronte sul Mius, con la presa di Taganrog e Stalino. A questo punto Hitler accolse, pur con riluttanza, la proposta del feldmaresciallo Erich von Manstein di un ripiegamento strategico fino alla linea del Dnepr (l'ipotizzato Ostwall), poiché le perdite tedesche erano ingenti, le riserve corazzate erano esaurite e i russi apparivano nettamente superiori.
Cominciò così la grande offensiva del basso Dnepr, con le truppe sovietiche, energicamente spronate da Stalin, all'inseguimento dell'esercito tedesco in ritirata che tentava di attestarsi sul fiume. Il progetto tedesco però fallì e i sovietici costituirono rapidamente numerose teste di ponte da cui partire per liberare anche l'Ucraina occidentale, dove l'obiettivo più importante era Kiev, che venne liberata il 6 novembre con una manovra aggirante delle truppe corazzate sovietiche. Anche più a sud i sovietici si attestarono sulla riva occidentale del Dnepr e liberarono progressivamente, dopo duri scontri, i grandi centri di Dnipropetrovs'k, Zaporižžja, Kremenčuk. Infine anche a nord, nella regione centrale, l'Armata Rossa passò all'offensiva e, nonostante la resistenza tedesca e le difficoltà del terreno, liberò anche Brjansk il 17 settembre e Smolensk il 25 settembre.
I tedeschi, pur fortemente indeboliti, mantennero ancora il possesso della Crimea, degli importanti centri minerari di Kryvyj Rih e Nikopol' e sferrarono anche una nuova controffensiva, con l'afflusso di rinforzi da ovest e dall'Italia, che mise in grosse difficoltà le truppe sovietiche in avanzata dopo la liberazione di Kiev, nella controffensiva di Žitomir tra novembre e dicembre 1943. Nonostante questi rovesciamenti locali e le gravi perdite di più di 1 milione di morti solo nel secondo semestre del 1943, Stalin e l'Armata Rossa conclusero l'anno con un pieno successo. L'esercito tedesco era stato gravemente danneggiato, subendo 1 400 000 tra morti, feriti e dispersi tra luglio e dicembre, ed era ora inferiore numericamente e tecnicamente. Gran parte delle regioni occupate erano state liberate, l'offensiva invernale, già in preparazione, prometteva nuovi successi e l'intervento in forze sul continente degli Alleati era imminente.

#### Il fronte mediterraneo e la campagna d'Italia
Le decisioni definitive alleate riguardo alla pianificazione operativa dell'assalto al continente europeo avevano scatenato nuovi duri contrasti tra gli americani, desiderosi di un pronto ritorno in forze in Europa occidentale (Operazione Round-Up per un attacco in Francia nel 1943, che poi sarebbe diventata l'Operazione Overlord del 1944) e Churchill, più interessato a consolidare gli interessi inglesi nello scacchiere orientale e meridionale, quindi propenso per l'esecuzione di operazioni marginali nel Mar Mediterraneo, nei Balcani, nel Mar Egeo, il ventre molle dell'Europa, mentre i tedeschi continuavano a subire dure perdite a est. Le decisioni della Conferenza di Casablanca portarono allo Sbarco in Sicilia del 10 luglio 1943, anche nell'intento di provocare un crollo del regime fascista già fortemente indebolito. La dissoluzione delle difese italiane in Sicilia, dopo un mese di combattimenti, spinse, il 25 luglio, il re Vittorio Emanuele III a destituire Benito Mussolini, che venne imprigionato in una località segreta e sostituito dal maresciallo Pietro Badoglio. Il ventennale regime fascista si dissolse in pochissime ore senza opporre resistenza.

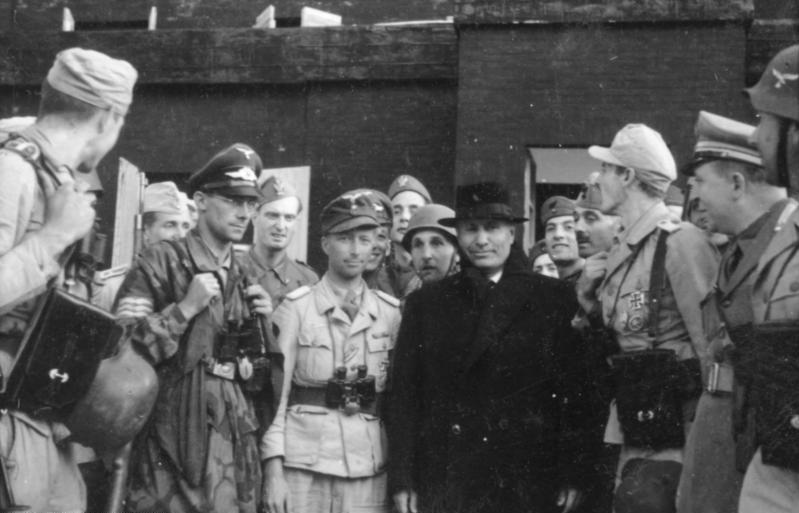
La liberazione di Mussolini

Hitler previde la possibile resa dell'Italia e organizzò rapidamente le truppe e i piani per fare fronte alla defezione, liberare "l'amico" Mussolini e organizzare un fronte difensivo tedesco in Italia per rallentare la progressione alleata da sud e proteggere le frontiere meridionali del Reich. 

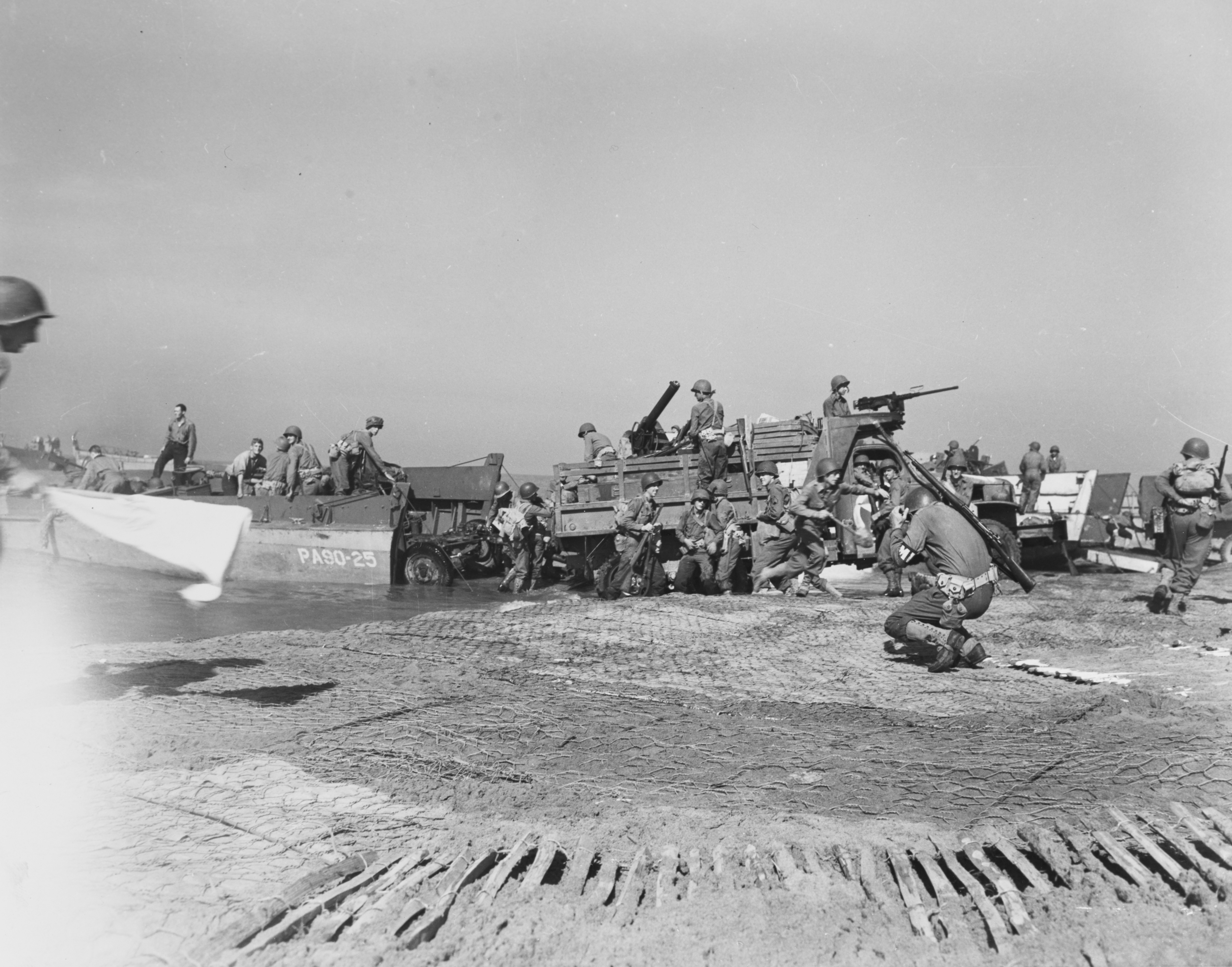
Truppe americane durante lo sbarco di Salerno

Dopo confuse manovre diplomatiche Badoglio e il re decisero di accettare l'Armistizio di Cassibile imposto dagli Alleati, firmato il 3 settembre e reso pubblico l'8 settembre. Le truppe tedesche si mossero con grande velocità e risolutezza e riuscirono, anche a causa del completo crollo militare e politico della struttura statale italiana, a disarmare oltre 600 000 soldati italiani che furono catturati e deportati in Germania, a occupare Roma e affrontare con abilità l'invasione alleata della penisola. Lo sbarco a Salerno del 9 settembre venne quindi fortemente contrastato delle truppe tedesche del feldmaresciallo Albert Kesselring. Dopo aver rallentato l'avanzata angloamericana, i tedeschi ripiegarono metodicamente, infliggendo dure perdite, sulle varie linee difensive stabilite sugli Appennini Meridionali. Alla fine dell'anno le intemperie invernali e l'abile condotta dell'esercito tedesco condussero alla definitiva stabilizzazione del fronte sulla cosiddetta Linea Gustav, imperniata sulle difese di Cassino. L'avanzata era, almeno per il momento, finita. Nel frattempo, nell'Italia occupata dai tedeschi, Hitler, dopo la liberazione di Mussolini il 12 settembre, organizzò un governo fascista fantoccio, la Repubblica Sociale Italiana, con il redivivo Duce alla sua testa. Il duro comportamento delle truppe e delle autorità tedesche e fasciste nell'Italia centrosettentrionale favorì l'inizio dei primi fenomeni di resistenza contro l'occupante. L'Italia si trovava spaccata in due: a nord, era occupata dai tedeschi, a sud, dagli alleati, mentre la popolazione era preda dei bombardamenti e ridotta in miseria.

### 1944

#### L'offensiva invernale sovietica
Fin dal 24 dicembre 1943, dopo la breve pausa imposta dalla controffensiva tedesca di Žitomir, l'Armata Rossa riprese la sua offensiva nel settore meridionale del fronte orientale. Nonostante il peggioramento delle condizioni climatiche, i sovietici, partendo dalla loro grande testa di ponte a Kiev, progredirono nell'Ucraina occidentale nel tentativo di schiacciare le forze tedesche sulla costa del mar Nero. La resistenza tedesca, ancora una volta basata sulle forze corazzate, riuscì a frenare l'avanzata, ma le truppe che Hitler aveva ostinatamente lasciato nella testa di ponte sul Dnepr di Kaniv, vennero accerchiate e distrutte dopo una la terribile battaglia di Korsun', terminata il 18 febbraio con quasi 50 000 perdite tedesche.

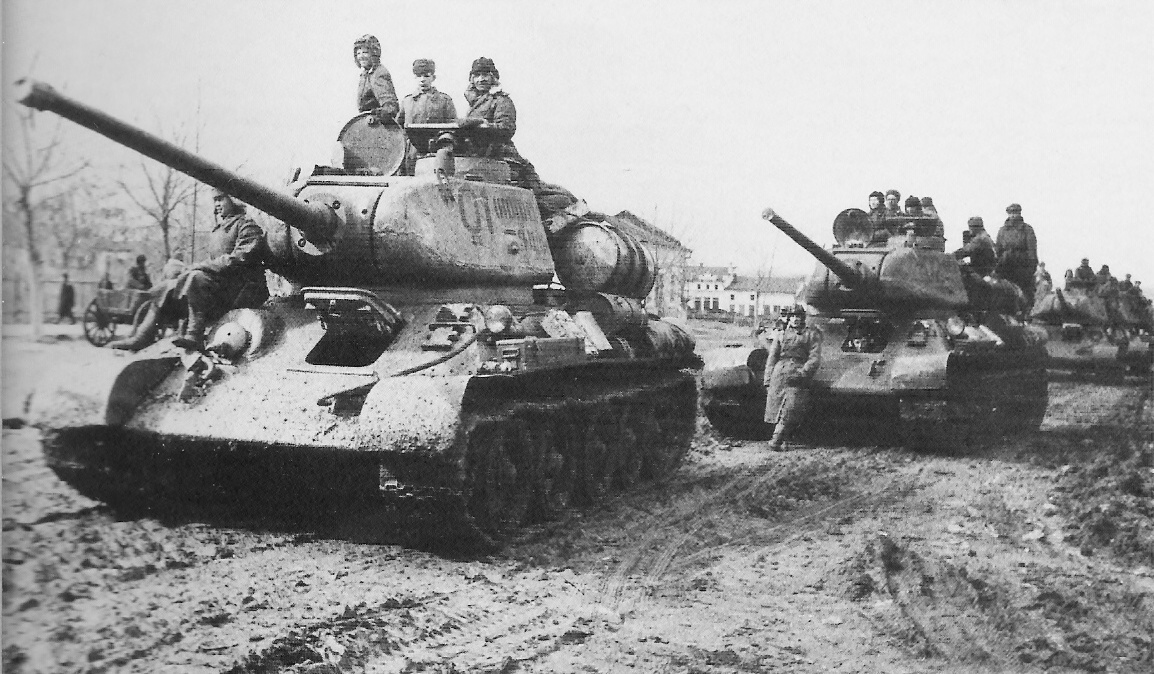
Le colonne sovietiche avanzano in Ucraina occidentale nell'inverno 1943-1944

Questo nuovo disastro tedesco facilitò la successiva avanzata di tutto lo schieramento meridionale sovietico: a sud vennero liberate Kryvyj Rih, il 22 febbraio, e Nikopol', l'8 febbraio, e venne isolato il raggruppamento tedesco in Crimea; il maresciallo Konev cominciò la sua celebre marcia nel fango e, a dispetto delle intemperie, liberò Uman' e proseguì superando in successione il Buh Meridionale, il Dnestr e il Prut. Il maresciallo Žukov avanzò in profondità verso Černivci e i Balcani. A Kam"janec'-Podil's'kyj, i carri armati dei due marescialli riuscirono a chiudere in una sacca un'intera armata tedesca il 28 marzo; per i tedeschi sembrò giunta la fine a sud, ma l'armata accerchiata riuscì, con una ritirata di centinaia di chilometri, e aiutata da un efficace contrattacco di truppe corazzate affluite da ovest al comando del generale Walter Model, a uscire dalla sacca e a trarsi in salvo il 4 aprile. In questo modo i tedeschi riuscirono a evitare il crollo ma tutta l'Ucraina fu persa con i sovietici già penetrati in Romania, dopo aver liberato Odessa, e in Polonia orientale. Anche a nord i sovietici riuscirono a rompere in modo definitivo la presa tedesca su Leningrado il 26 gennaio, mettendo fine all'assedio di 900 giorni e a progredire, seppur con grosse difficoltà e gravi perdite, verso i Paesi Baltici fino a raggiungere la linea Pskov-Narva ancora saldamente tenuta dai tedeschi.
Alla vigilia dello sbarco in Normandia, ai russi rimanevano da liberare solo la Bielorussia e i Paesi Baltici. A costo di incredibili sacrifici e spaventose perdite, oltre 700 000 morti da gennaio a giugno, l'esercito tedesco era stato dissanguato, con quasi 1 milione di perdite per l'Asse durante l'inverno 1943-44. Stalin poteva ora guardare con fiducia ai suoi vasti progetti geopolitici di riorganizzazione della carta europea.

#### Lo sbarco in Normandia e la liberazione della Francia

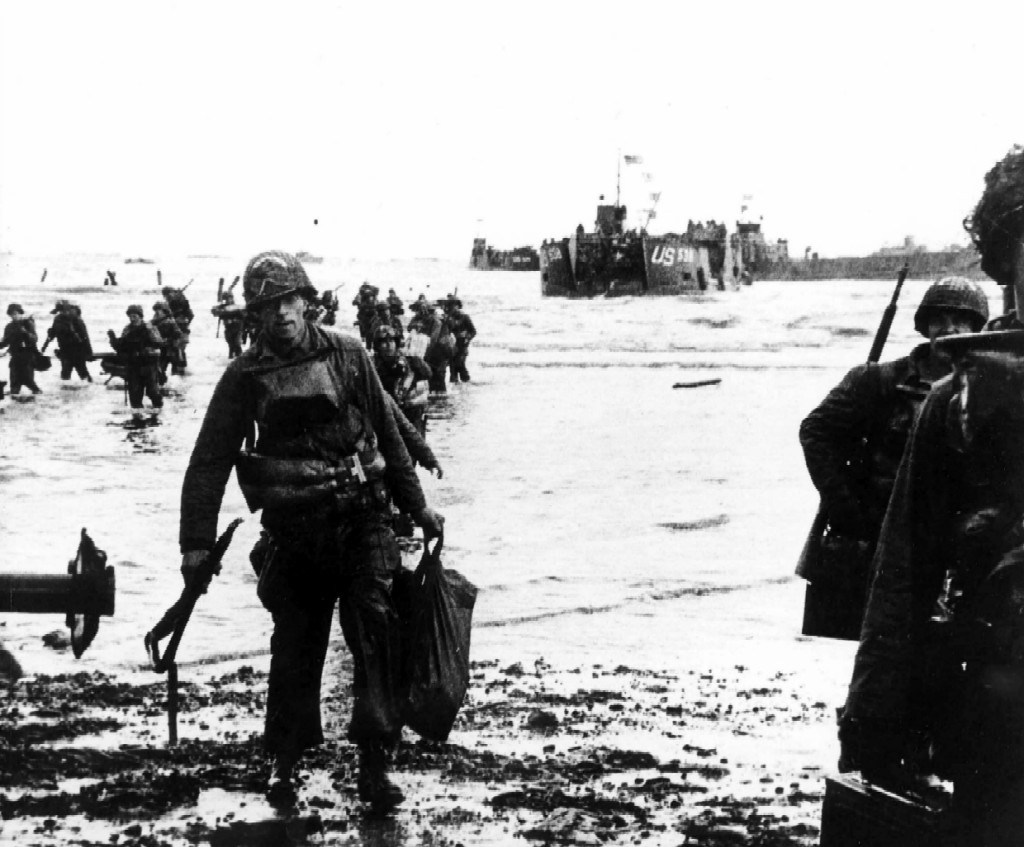
D-Day, 6 giugno 1944, soldati americani in Normandia

Dopo quasi due anni di preparativi e di pareri discordanti tra gli Alleati, durante la conferenza di Teheran venne presa la decisione di attaccare il Vallo Atlantico, allo scopo di aprire il secondo fronte, insistentemente richiesto da Stalin dall'inizio dell'Operazione Barbarossa, con il duplice intento di liberare la Francia e di sottrarre risorse alle forze tedesche impegnate sul fronte orientale contro l'Armata Rossa. L'Operazione Overlord prese il via il 6 giugno 1944, con lo sbarco in Normandia seguito dalla battaglia di Normandia, che terminò il 26 agosto con la liberazione di Parigi.
Dopo lo sbarco le truppe Alleate, disponendo di una schiacciante superiorità aerea, riuscirono dapprima ad attestarsi sulle spiagge e successivamente ad avanzare verso sud e nel Cotentin; i primi tentativi di sfondamento da parte della 2ª Armata britannica, comandata dal generale Miles Dempsey, nel settore di Caen furono respinti dalle divisioni corazzate tedesche e la città cadde solo il 9 luglio, mentre nel settore di competenza della 1ª Armata americana, comandata dal generale Omar Bradley, l'avanzata fu ostacolata dal bocage normanno e solo il 26 giugno terminò la battaglia di Cherbourg.

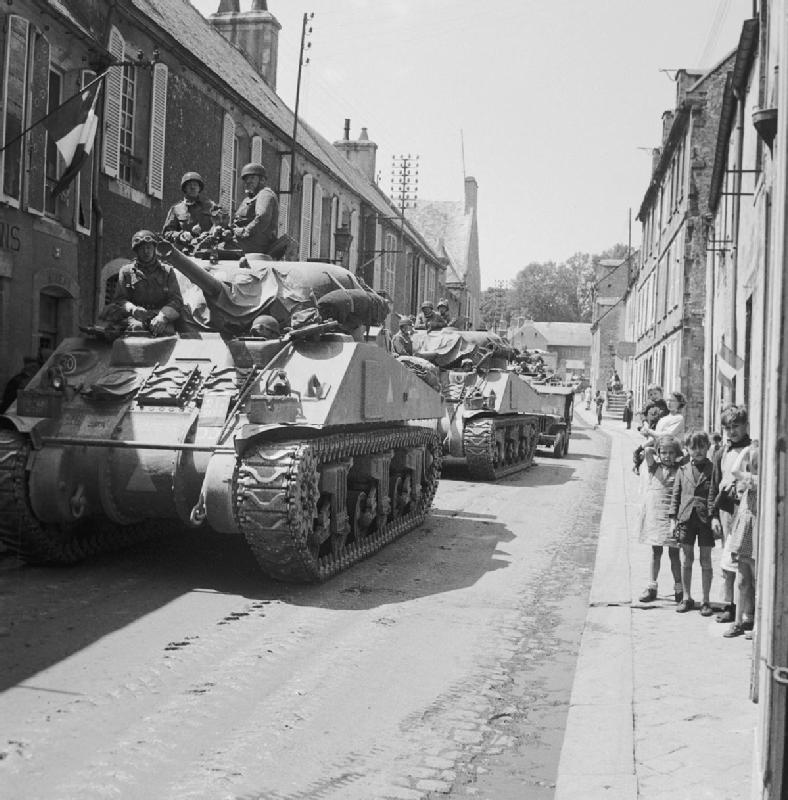
I carri armati alleati a Bayeux

L'attacco in profondità fuori dalla Normandia venne portato dagli americani con l'Operazione Cobra nel settore di Saint-Lô. L'attacco ebbe successo e, oltre a sfondare il fianco sinistro del fronte tedesco, permise alla 3ª Armata americana, comandata dal generale George Smith Patton, di aprirsi un varco verso la Bretagna. Hitler, reduce dall'attentato del 20 luglio, proibì qualunque ripiegamento e ordinò un contrattacco, l'Operazione Lüttich, che venne interrotta dopo soli quattro giorni a causa dell'impossibilità di respingere gli americani verso Avranches.
Il 14 agosto la 1ª Armata canadese, comandata dal generale Harry Crerar, sferrò un'offensiva verso Falaise, allo scopo di congiungersi con le forze americane che a sud avevano occupato Argentan; l'Operazione Tractable, nonostante la resistenza tedesca, consentì di perseguire l'obiettivo ma una larga parte delle forze nemiche riuscì a sottrarsi alla sacca di Falaise, ripiegando verso la Senna. Sconfitte le forze tedesche poste a difesa della Normandia, le forze Alleate poterono dirigersi verso Parigi che venne liberata il 25 agosto, con l'ingresso nella capitale della 2ª Divisione Corazzata francese, comandata dal generale Philippe Leclerc de Hauteclocque, alla quale venne consentito, a seguito di accordi intercorsi tra il comando alleato e il generale Charles de Gaulle, comandante delle forze della Francia libera, di entrare per prima, sfilando in parata il giorno successivo.
Nel frattempo, il 15 agosto, un nuovo sbarco alleato in Provenza (Operazione Dragoon) suggellava la disfatta tedesca in Francia. Ai primi di settembre, l'avanzata sembrava ormai inarrestabile, nonostante la perdita di circa 210 000 uomini, e la sconfitta tedesca ormai prossima, alla luce delle oltre 500 000 perdite subite. Il 3 settembre, gli inglesi entrarono a Bruxelles, l'11 settembre, le prime truppe alleate raggiunsero il confine tedesco e i reparti corazzati americani del generale Patton superarono la Mosa e la Mosella, raggiungendo la Lorena.

#### L'offensiva sovietica d'estate
Ancor prima dell'inizio dell'Operazione Overlord, i russi ottennero una nuova vittoria liberando la Crimea, compreso il grande porto di Sebastopoli, il 9 maggio, schiacciando le forze tedesco-rumene rimaste intrappolate nella penisola sul Mar Nero. Il 10 giugno, Stalin sferrò una nuova offensiva all'estremo nord del Fronte orientale, nell'istmo di Carelia, per regolare i conti con la Finlandia. Dopo una dura resistenza, le forze sovietiche, nettamente superiori, ebbero ragione delle difese finniche, con la conquista di Vyborg il 20 giugno. La Finlandia abbandonò l'alleanza con la Germania e accettò di firmare la pace con l'URSS il 19 settembre, conservando la propria indipendenza a prezzo di nuove perdite territoriali.

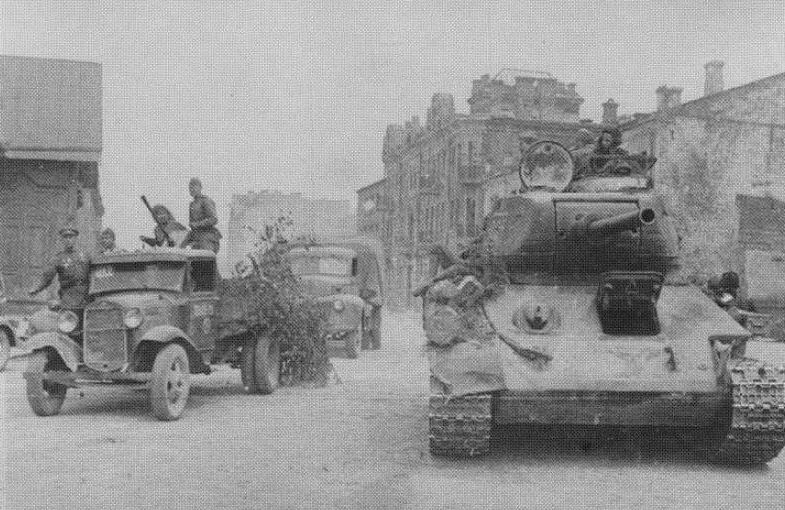
Unità motorizzate dell'Armata Rossa e un carro armato T-34/85 del 2º Corpo carri della Guardia entrano a Minsk durante l'operazione Bagration.

Il 22 giugno, a tre anni esatti dall'inizio dell'Operazione Barbarossa, Stalin diede il via all'Operazione Bagration che si dimostrò una spettacolare dimostrazione della potenza dell'Armata Rossa. L'attacco venne sferrato contro le forze tedesche in Bielorussia e fin dall'inizio ottenne pieno successo. Con una manovra a tenaglia, i 4 000 mezzi corazzati sovietici prima travolsero i capisaldi tedeschi di Vitebsk sulla Dvina il 26 giugno e di Babrujsk sulla Beresina il 27, quindi si diressero velocemente su Minsk. I tedeschi, molto indeboliti, tentarono disperatamente di rallentare l'avanzata per permettere il deflusso delle forze che rischiavano di rimanere tagliate fuori ad est della Beresina, ma l'avanzata sovietica fu inarrestabile: Minsk venne liberata il 3 luglio, nei giorni seguenti le armate tedesche rimaste isolate furono progressivamente distrutte e vennero fatti oltre 100 000 prigionieri.

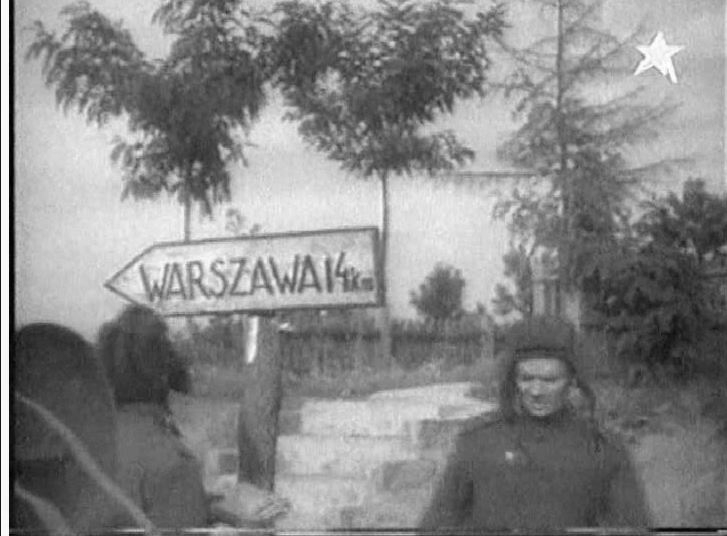
Carristi sovietici della 2ª armata corazzata a 14 chilometri da Varsavia.

L'intero raggruppamento centrale tedesco era crollato. A questo punto le colonne corazzate sovietiche proseguirono l'avanzata in due direzioni: verso nord-ovest presero Vilnius il 13 luglio e Kaunas il 1º agosto, per raggiungere poi la costa baltica; verso ovest in direzione del Niemen e della Vistola, prendendo Lublino il 23 luglio e Brest-Litovsk il 28 luglio, raggiungendo del confine tedesco in Prussia Orientale il 31 luglio. Inoltre, fin dal 13 luglio, l'Armata Rossa passò all'attacco anche più a sud, in Volinia; dopo duri scontri tra mezzi corazzati, i carri armati russi liberarono Leopoli il 27 luglio e proseguirono verso la Vistola che attraversarono a Sandomierz e a Magnuszew. Tuttavia, i tedeschi, con l'arrivo di riserve corazzate, riuscirono miracolosamente a riprendersi, a fermare l'avanzata sovietica verso il golfo di Riga, a contenere le teste di ponte sulla Vistola e ad arrestare l'avanzata su Varsavia.
Il 1º agosto l'Armia Krajowa polacca (filo-occidentale e legata al governo polacco in esilio a Londra) diede il via a una sollevazione generale a Varsavia; i tedeschi riuscirono però a controllare la situazione, a schiacciare l'insurrezione e a respingere le esauste colonne corazzate sovietiche in avvicinamento alla capitale polacca nella violenta battaglia di Radzymin-Wolomin. Infatti l'Armata Rossa, dopo un'avanzata di oltre 500 km e dopo aver inflitto ai tedeschi una perdita di 900 000 uomini da giugno a agosto, si trovò nell'impossibilità logistica di continuare ad avanzare e dovette inoltre affrontare i violenti contrattacchi tedeschi sulla Vistola, sul Bug e sul Narew: anche le sue perdite erano state ingenti con quasi 500 000 uomini fuori combattimento, a riprova dell'accanita difesa tedesca nel settore. Inoltre una vittoria dell'AK avrebbe guastato i progetti sovietici nell'area, pertanto Stalin non aveva interesse a contribuire alla buona riuscita della rivolta. È anche vero che i rivoltosi stessi avevano la necessità di agire nel minor tempo possibile proprio per evitare la presa del potere da parte dei sovietici in Polonia, visto che il 22 luglio, poco più di una settimana prima dell'inizio della rivolta, il Comitato Polacco di Liberazione Nazionale (filo-comunista) venne riconosciuto come il nuovo governo legittimo dall'URSS.
Il 20 agosto, le forze sovietiche a sud dei Carpazi sferrarono la terza grande offensiva dell'estate 1944; una nuova manovra a tenaglia si chiuse rapidamente su tutto lo schieramento tedesco-rumeno il 24 agosto. L'offensiva Iași-Chișinău si concluse con un nuovo trionfo per Stalin, dopo la perdita di altri 200 000 soldati tedeschi e il vuoto che si apriva per i carri armati sovietici. Il 23 agosto, la Romania abbandonò l'alleato germanico e le colonne sovietiche dilagarono senza incontrare resistenza e il 31 agosto i russi entrarono a Bucarest; il 9 settembre, la Bulgaria, a cui l'URSS aveva dichiarato guerra il 5, passò al fianco degli Alleati e aprì le porte all'Armata Rossa. Solo l'Ungheria rimase alleata dei tedeschi, in particolare dopo il colpo di stato filo-nazista di Ferenc Szálasi del 15 ottobre. Le residue forze tedesche ripiegarono attraverso i Carpazi e cominciarono l'abbandono della Grecia e della Jugoslavia. Belgrado venne liberata dai carri armati sovietici provenienti dalla Bulgaria, insieme alle truppe di Tito, il 14 ottobre.

#### La guerra in Italia

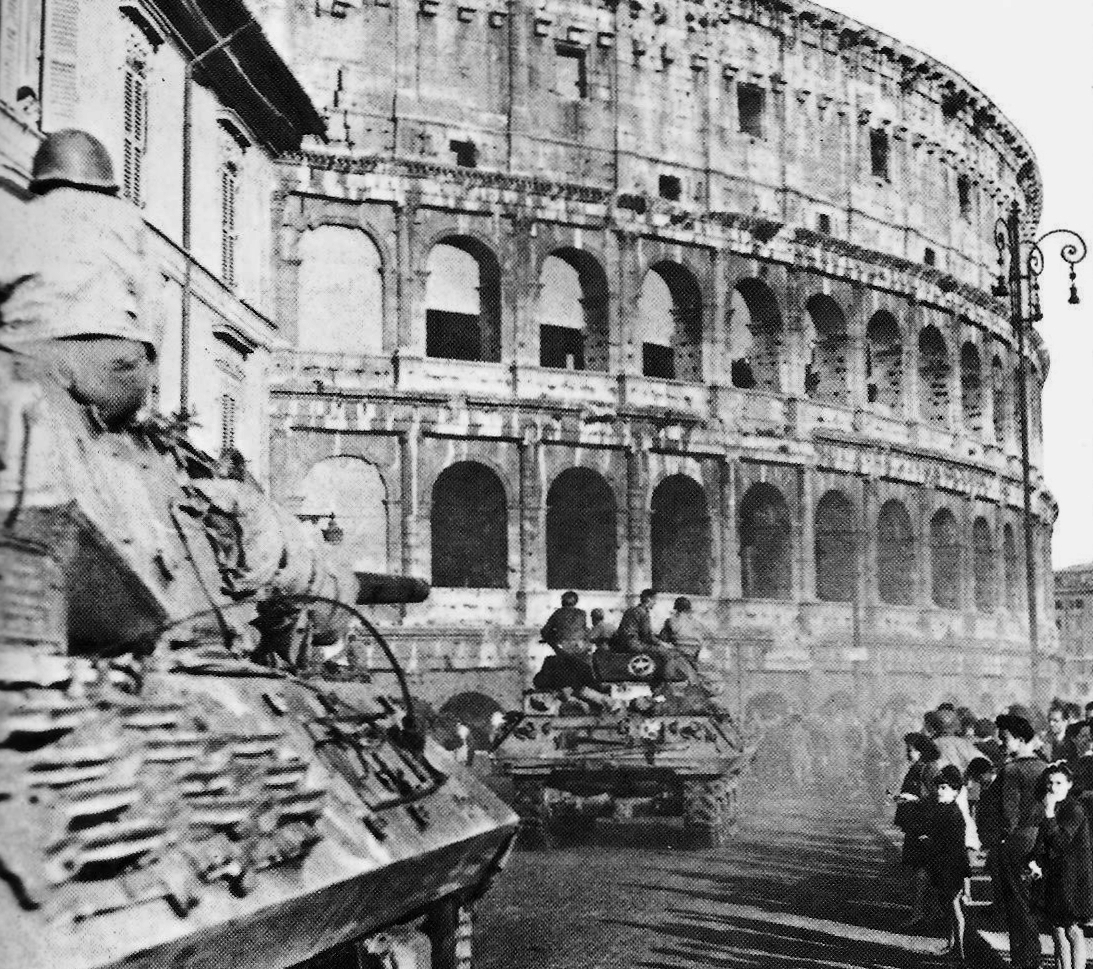
Corazzati statunitensi sfilano davanti al Colosseo nel giugno 1944

Benché il fronte italiano fosse stato relegato in secondo piano dagli anglo-statunitensi, notevoli operazioni furono portare avanti nel corso del 1944 con lo scopo di occupare Roma, un obiettivo di grande prestigio. Mentre gli anglo-canadesi avanzavano lungo la costa adriatica, venendo impegnati nella sanguinosa battaglia di Ortona, statunitensi, francesi e polacchi rinnovarono i loro attacchi alla piazzaforte di Cassino, perno delle difese tedesche sul lato tirrenico della penisola. La battaglia di Cassino si succedette per mesi a partire dal gennaio 1944, senza che gli Alleati riuscissero a sloggiare i tedeschi dalle postazioni in montagna che occupavano; l'antica abbazia di Montecassino finì completamente distrutta a causa dei bombardamenti alleati.
Nel tentativo di aggirare le postazioni tedesche a Cassino, il 22 gennaio forze anglo-statunitensi sbarcarono alle spalle dei tedeschi lungo la costa tra Anzio e Nettuno; gli Alleati si mossero tuttavia con prudenza e, oltre a rimanere bloccati nella loro stretta testa di ponte, rischiarono seriamente di essere ricacciati in mare dai contrattacchi tedeschi. Alla fine, una serie di attacchi congiunti sferrati in contemporanea a Cassino e ad Anzio consentirono di rompere il fronte tedesco nel corso di maggio; Kesselring dovette ordinate una ritirata generale alla volta del nord Italia, e il 5 giugno i primi reparti alleati fecero il loro ingresso a Roma.
Pur indeboliti dalla cessione di truppe a favore del fronte francese, gli Alleati proseguirono l'avanzata a nord di Roma, liberando Ancona il 18 luglio al termine di una dura battaglia e Firenze il 13 agosto. I tedeschi ripiegarono dietro le fortificazioni della Linea Gotica, estesa da Massa a Pesaro, dove si attestarono: tra agosto e ottobre il primo assalto alleato alla Linea Gotica (operazione Olive) portò ad alcune conquiste nel settore adriatico, dove l'VIII Armata inglese riuscì ad avanzare oltre Rimini, ma l'inverno imminente convinse infine gli Alleati a sospendere ogni ulteriore attacco.

#### La ripresa generale tedesca e l'offensiva delle Ardenne
Alla metà di settembre, la situazione del Terzo Reich sembrava disperata: ad ovest, dopo il crollo del fronte in Normandia, le colonne alleate progredirono rapidamente nelle pianure franco-belghe disperdendo i demoralizzati resti dell'esercito tedesco a ovest; in Italia le forze del feldmaresciallo Albert Kesselring ripiegavano verso nord, dopo aver perso tutta l'Italia centrale, cercando di attestarsi sulla Linea Gotica, apprestata per sbarrare agli Alleati l'accesso alla valle Padana; nell'aria i bombardamenti strategici, sempre più devastanti, provocavano enormi distruzioni e intralciavano la produzione bellica tedesca di armi e carburanti sintetici; a est, dove combatteva ancora il grosso della Wehrmacht, il fronte sembrava provvisoriamente stabilizzato sulla linea della Vistola e in Prussia Orientale, mentre il raggruppamento tedesco nel Baltico rischiava di essere completamente isolato; nei Balcani, l'inarrestabile avanzata dell'Armata Rossa, con il conseguente cambio di alleanza di Romania e Bulgaria, progrediva verso le pianure ungheresi e metteva a rischio tutte le forze tedesche presenti in Jugoslavia e in Grecia.
Contro ogni previsione, tuttavia, a questo punto si assistette a una sorprendente ripresa tedesca autunnale su tutti i fronti, che avrebbe portato a nuove sanguinose battaglie e anche a un ultimo tentativo tedesco di controffensiva strategica. I fattori che resero possibile questa imprevista ripresa tedesca furono principalmente la spietata volontà di Hitler di continuare a battersi, di rastrellare tutte le risorse umane e materiali, di non rassegnarsi alla sconfitta, la capacità dell'esercito tedesco di ripiegare senza perdere la coesione e la combattività dei reparti, l'abilità dei comandanti tedeschi nelle improvvisazioni tattiche, alcuni errori alleati nella pianificazione operativa e logistica, l'esaurimento momentaneo delle risorse alleate in attesa della liberazione del porto di Anversa e la decisione di Stalin di dare priorità alle avanzate balcaniche e nel Baltico.

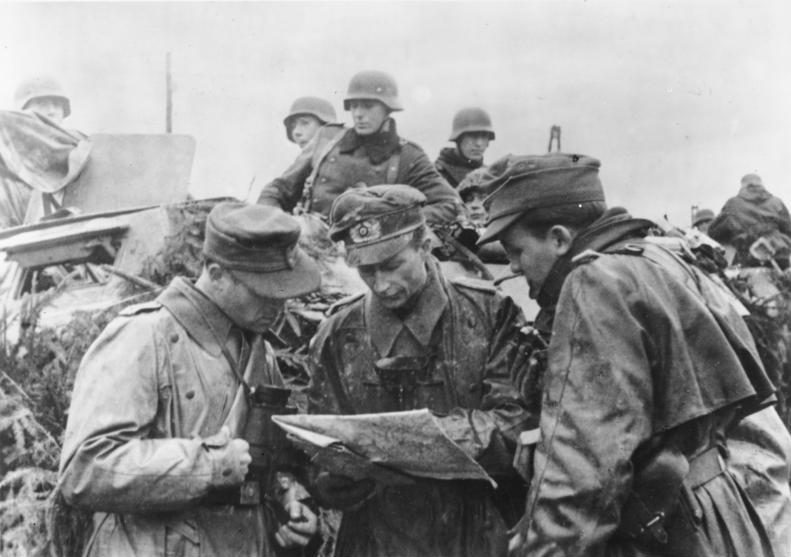
Offensiva delle Ardenne: gli ufficiali tedeschi studiano le rotte di marcia

A ovest, gli Alleati, tentarono di portare a termine l'Operazione Market Garden, uno attacco combinato terrestre e aviotrasportato, organizzato dal generale Bernard Law Montgomery, per occupare in un sol colpo tutti i ponti strategici su i vari rami del Reno. Tuttavia, fallirono dopo l'aspra battaglia di Arnhem, tra il 17 e il 25 settembre, e durante l'inverno si ridussero a operazioni limitate dirette alla completa liberazione del porto di Anversa, a opera dei Canadesi, all'attacco alle fortificazioni della Linea Sigfrido che portò alle logoranti battaglia di Aquisgrana, combattuta tra il 2 e il 21 ottobre, e della foresta di Hürtgen, alla liberazione, a opera di americani e francesi, di Alsazia e Lorena. I tedeschi persero altro terreno, ma nel complesso riuscirono a stabilizzare solidamente il fronte occidentale, infliggendo dure perdite agli alleati.
In Italia, il feldmaresciallo Kesselring, con la sua consumata abilità tattica, contenne sulla Linea Gotica, l'avanzata alleata, indebolita da notevoli prelevamenti di truppe a favore del fronte occidentale; alcuni ulteriori tentativi offensivi alleati ottennero solo mediocri successi locali, come la battaglia di Rimini, terminata il 21 settembre dopo un mese di scontri.
A est, dove rimaneva oltre il 60% delle forze della Wehrmacht, l'offensiva sovietica nei paesi Baltici venne duramente contrastata. Riga cadde il 13 ottobre e solo il 15 ottobre, al secondo tentativo, le forze corazzate sovietiche raggiunsero la costa a Memel, isolando tutto il raggruppamento tedesco settentrionale. Queste forze però continuarono a battersi, rifornite via mare, e ripiegarono progressivamente in Curlandia dove sarebbero rimaste asserragliate fino alla fine della guerra. In Prussia orientale un primo attacco sovietico venne respinto. Nei Balcani, con l'intervento di nuovi reparti corazzati e con l'aiuto del governo fantoccio ungherese, Hitler organizzò un'aspra difesa nelle pianure ungheresi. Le forze sovietiche, esauste, subirono in questa regione numerosi scacchi a opera dei panzer nella battaglia di Debrecen, tra il 6 e il 29 ottobre. Dopo aver raggruppato le forze, e con l'afflusso delle armate provenienti da Belgrado, i russi ripresero l'offensiva e riuscirono, dopo nuovi scontri tra carri armati, ad avvicinarsi alla capitale ungherese, dove sarebbe stata combattuta fino al febbraio 1945 la lunga e durissima battaglia di Budapest.

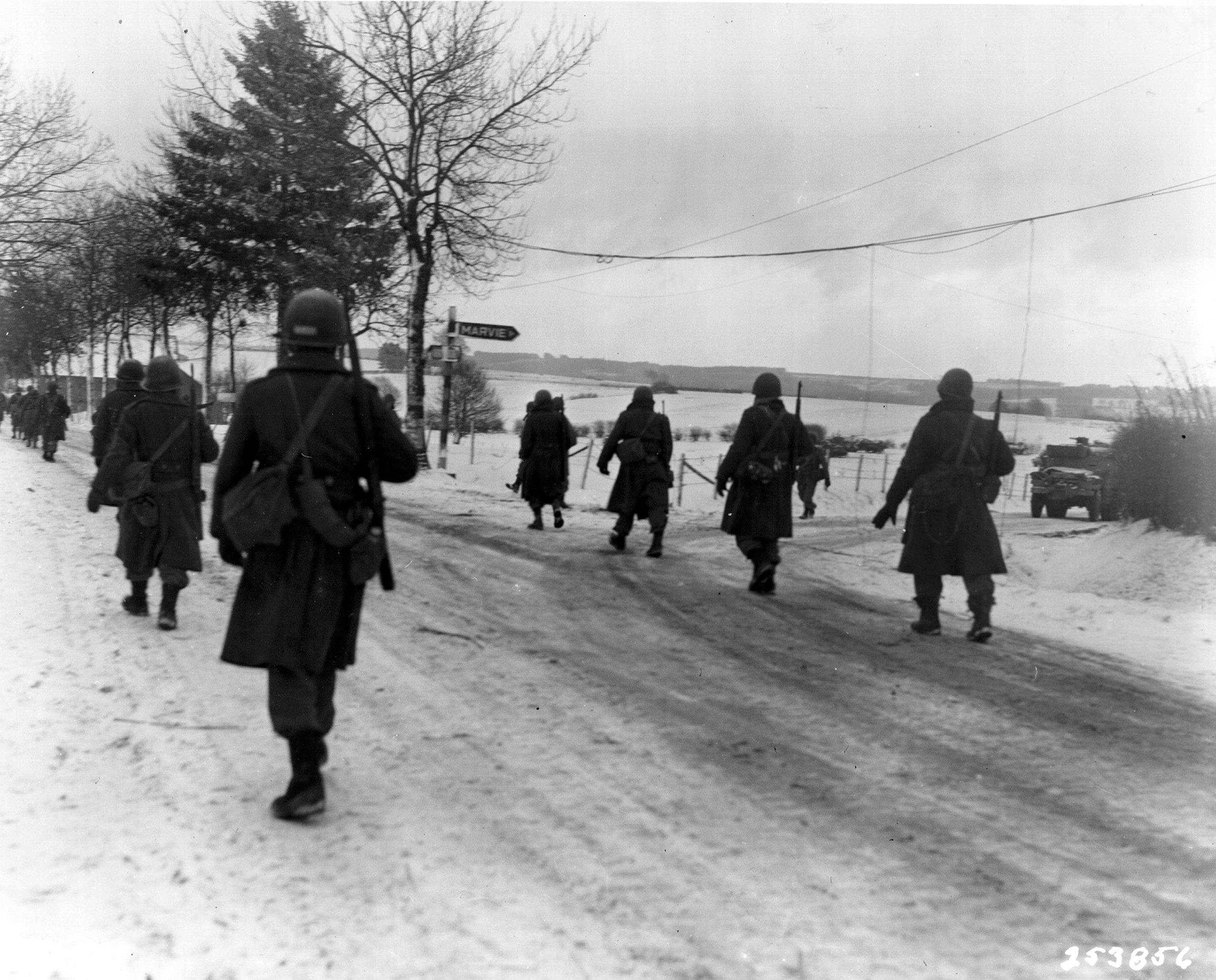
Paracadutisti americani della 101st Airborne Division in ricognizione nei pressi del villaggio di Bastogne durante l'offensiva delle Ardenne

Il 16 dicembre, l'esercito tedesco sferrò l'Operazione Herbstnebel, segnando l'inizio dell'offensiva delle Ardenne, il disperato tentativo di Hitler di ottenere una clamorosa vittoria a ovest, abbattere il morale angloamericano e ribaltare la situazione strategica. L'attacco, sferrato da tre armate e oltre 1 000 carri armati, colse di sorpresa i comandi alleati, convinti dell'impossibilità di una nuova offensiva tedesca, e provocò confusione e anche cedimenti tra le truppe americane attaccate. Alcune colonne corazzate tedesche penetrarono in profondità, superando i deboli sbarramenti americani, dirigendosi verso Bastogne. I panzer di testa, rallentati dalle intemperie climatiche che avevano anche impedito l'intervento dell'aviazione alleata e dal terreno boscoso, il 24 dicembre giunsero in vista della Mosa. Tuttavia, grazie alla coraggiosa resistenza di alcuni reparti americani e alla scarsità di rifornimenti tedeschi, in particolar modo di carburante, gli Alleati poterono rompere l'assedio di Bastogne e chiudere la breccia, tornando alle posizioni iniziali ad inizio 1945. A metà gennaio la battaglia, sanguinosa per entrambe le parti, con circa 80 000 perdite ciascuna, era finita. Essa segnava la fine delle ultime speranze di Hitler di ottenere una pace separata con le Potenze occidentali.

### 1945

#### L'offensiva sovietica sul fronte orientale
Nell'inverno 1944-1945, in Ungheria continuavano i duri scontri tra tedeschi e sovietici, i primi con l'aiuto di reparti dell'esercito ungherese, i secondi appoggiati dai contingenti rumeni. Le colonne meccanizzate sovietiche, a cavallo del Danubio, vincendo diversi scontri tra unità corazzate, il 27 dicembre chiusero le tenaglie, accerchiando completamente Budapest e le cospicue forze tedesche e ungheresi poste a difesa della capitale magiara. Ben lontano dal rinunciare, Hitler, mentre dirigeva le operazioni nelle Ardenne, cercò in tutti i modi di sbloccare la città, facendo affluire nuove forze tedesche. Dopo nuovi aspri scontri, con notevoli difficoltà e perdite per i sovietici, alla fine di gennaio i tedeschi dovettero rinunciare a Budapest. Nel frattempo, dentro la città, stava infuriando una battaglia urbana, analoga per ferocia a quella di Stalingrado, tra le truppe di Waffen-SS e le truppe d'assalto sovietiche. Fu una battaglia durissima combattuta fanaticamente, le perdite furono ingentissime per tutte e due le parti, le devastazioni della città altrettanto enormi. Pest cadde il 18 gennaio ma la città vecchia di Buda resistette ancora più accanitamente. Infine, le residue truppe tedesche e ungheresi si arresero il 13 febbraio 1945. I sovietici vinsero causando tra i tedeschi e gli ungheresi 50 000 morti e ottenendo 138 000 prigionieri tra novembre e febbraio, mentre le perdite sovietiche erano state molto più pesanti, con 320 000 vittime in tutta la campagna ungherese.
Mentre infuriavano i combattimenti per le strade di Budapest, le enormi forze sovietiche ammassate più a nord, sulla Vistola e in Prussia Orientale, avevano già ottenuto una schiacciante vittoria e stavano marciando, apparentemente inarrestabili, su Berlino. L'ultima grande offensiva invernale dell'Armata Rossa era cominciata il 12 gennaio, forse in anticipo sui piani per ordine di Stalin, sollecitato da Churchill il 6 gennaio affinché cominciasse una nuova offensiva per alleggerire gli Alleati, in difficoltà sul fronte occidentale. A partire dalle teste di ponte sulla Vistola di Baranow e Sandomir, una vera valanga di uomini, 32 000 cannoni, 6 400 carri armati e 4 800 aerei si abbatterono sulle difese tedesche recentemente indebolite da Hitler, ingannato sulle intenzioni sovietiche, con trasferimenti di truppe in Ungheria. Le prime linee sulla Vistola vennero rapidamente travolte, Varsavia cadde senza combattere, le riserve corazzate tedesche, schierate troppo vicine alla prima linea, vennero distrutte nella battaglia di Kielce dai corpi meccanizzati del maresciallo Konev.
Un enorme vuoto si aprì davanti alle colonne dei marescialli Žukov e Konev, che si lanciarono rapidamente in profondità aggirando i capisaldi di resistenza tedeschi di Breslavia e Posen, difesi dai tedeschi secondo la tecnica dei "frangiflutti" (wellenbrecher) ideata da Hitler. L'avanzata in Polonia fu rapidissima infatti il 17 gennaio venne raggiunta Częstochowa, il 19 Łódź e Cracovia, il 28 gennaio Katowice e il bacino industriale della Slesia cadde intatto in mano dei sovietici, come sperava lo stesso Stalin. Alla fine di gennaio l'Armata Rossa raggiunse, dopo un'avanzata forsennata, il fiume Oder, l'ultima protezione naturale di Berlino, e costituiva subito teste di ponte sulla riva occidentale a Küstrin e a Opole. La capitale tedesca era distante appena 80 km e i tedeschi avevano perso quasi 400 000 uomini in un mese; il paese era devastato, i civili avevano abbandonato in massa i territori invasi della Pomerania, della Prussia e della Slesia, mentre i soldati sovietici si abbandonavano spesso al saccheggio e alla vendetta sulle popolazioni.
Molto più combattuta fu la battaglia per la Prussia Orientale, attaccata dal 13 gennaio. I tedeschi, che la ritenevano suolo patrio, si batterono con abilità e efficacia, sfruttando il terreno boscoso e le solide fortificazioni. I russi dovettero impegnarsi in estenuanti e sanguinosi attacchi frontali, impiegando in quantità l'artiglieria pesante. Tuttavia, le colonne corazzate sovietiche raggiunsero la costa baltica presso Marienburg il 27 gennaio, ma i tedeschi contrattaccarono e una parte delle truppe riuscì a ripiegare in Pomerania. Le superstiti navi da guerra della Kriegsmarine intervennero con le loro artiglierie in aiuto delle truppe di terra e inoltre eseguirono numerose evacuazioni di reparti militari e soprattutto di civili in fuga davanti alla devastazione russa. La lotta si prolungò fino ad aprile; progressivamente le forze tedesche vennero frammentate e distrutte dopo al prezzo di 585 000 perdite russe. La poderosa fortezza di Königsberg venne attaccata a partire dal 1º aprile dalle forze sovietiche, guidate personalmente dal maresciallo Vasilevsky e conquistata il 9 aprile, grazie all'impiego in massa dell'artiglieria pesante e di grandi rinforzi di aviazione causando 150 000 perdite tra i tedeschi. Piccoli nuclei di resistenza tedeschi rimasero attivi nella regione del Frisches Haff fino alla capitolazione del Terzo Reich.
Mentre si prolungava la battaglia in Prussia Orientale, le forze russe giunte all'Oder avevano interrotto, in febbraio, la loro avanzata verso Berlino. Questa inattesa tregua fu causata dalla costituire di un nuovo fronte difensivo con i resti delle forze sconfitte e con l'afflusso di circa 20-25 divisioni da ovest e dall'Italia, dall'esaurimento e dalle difficoltà logistiche delle forze sovietiche in avanzata per 600 km, dalla decisione di Stalin, impegnato in quel momento nella conferenza di Jalta, di non rischiare un balzo immediato su Berlino temendo di esporre i fianchi delle avanguardie. Durante febbraio e marzo, quindi, l'Armata Rossa si impegnò nel rastrellamento delle sacche di resistenza rimaste nelle retrovie, che si batterono duramente, e nella sconfitta delle forze nemiche in Pomerania e in Slesia, in preparazione dell'ultima grande battaglia di Berlino.

#### Il crollo del fronte occidentale
Dopo l'offensiva delle Ardenne e il crollo della linea della Vistola, con il conseguente trasferimento di numerose divisioni tedesche verso il fronte orientale, l'esercito tedesco a ovest era ormai in netta inferiorità numerica e materiale nei confronti delle forze alleate, continuamente potenziate dall'afflusso di nuovi reparti da oltre oceano. Dopo una fase di riorganizzazione e pianificazione, e anche di scontri tra i vertici inglesi e americani sulle priorità strategico-operative, gli alleati poterono quindi ricominciare l'offensiva, a partire dall'8 febbraio, per superare la Linea Sigfrido e conquistare tutto il territorio tedesco a ovest del fiume Reno. I tedeschi combatterono ancora con tenacia, ma la superiorità aerea e terrestre alleata era troppo evidente. Dopo aspri scontri le truppe tedesche cercarono di ripiegare oltre il Reno. Il 6 marzo, gli americani entrarono a Colonia e sfruttando la crescente confusione tra le file del nemico, il 7 marzo, con un colpo di mano si impadronivano del grande ponte sul Reno di Remagen, costituendo una prima testa di ponte ad est del fiume. Nel frattempo, altri reparti americani penetrarono in Germania più a sud. Il 21 marzo occuparono Magonza e il 23 superarono anch'essi a sorpresa il Reno a Oppenheim, organizzando una seconda testa di ponte. La resistenza tedesca dava segni di collasso, con 280 000 soldati arresisi dall'8 febbraio al 23 marzo, con la linea del Reno intaccata e il morale dei soldati in calo.

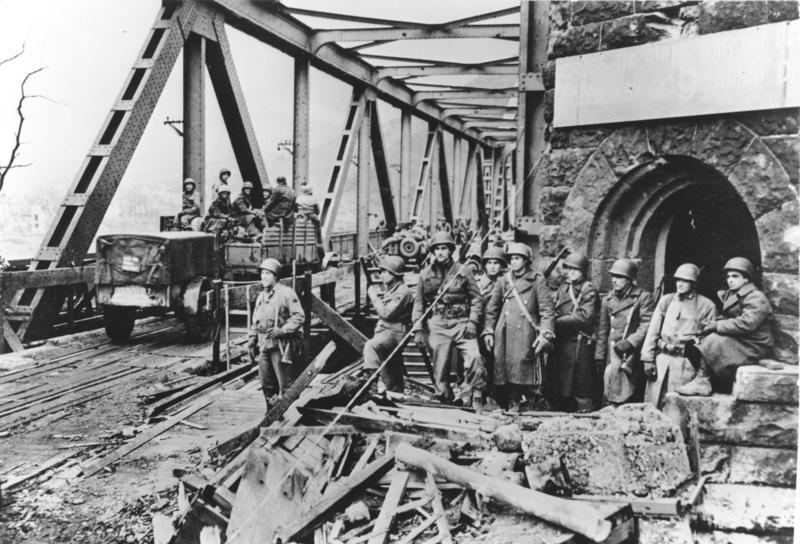
Le truppe americane al ponte di Remagen

Il 23 marzo, anche gli inglesi superarono il Reno a Wesel, con una mastodontica operazione aereo-terrestre. A questo punto il fronte tedesco ad ovest cedette definitivamente; il raggruppamento centrale venne accerchiato il 2 aprile nella sacca della Ruhr dalle veloci colonne americane sbucate dalle teste di ponte. La resistenza nella sacca fu debole e cessò già il 21 aprile con 325 000 uomini fatti prigionieri. Con poche perdite, i mezzi corazzati alleati poterono dilagare nella Germania occidentale, sfruttando anche l'eccellente rete autostradale tedesca, contrastati solo da una sporadica resistenza di alcuni reparti di Waffen-SS e della Gioventù hitleriana. Il grosso dei tedeschi si arrese o ripiegò, in rotta.

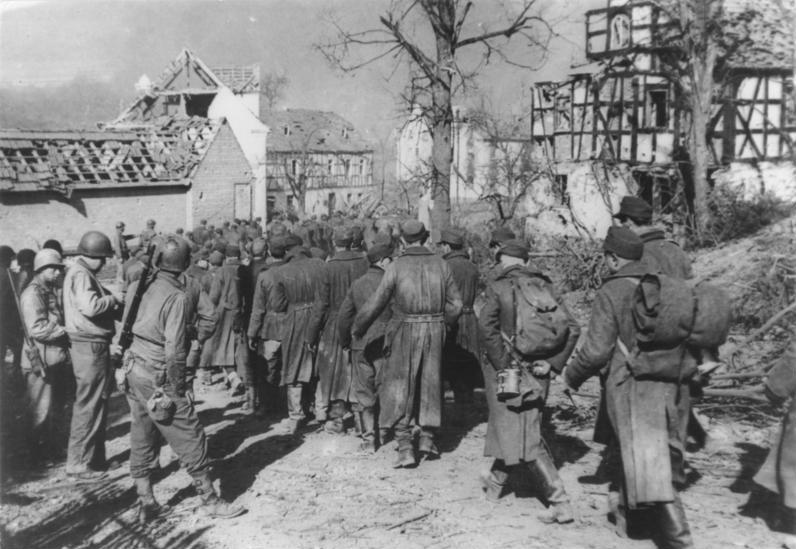
I soldati tedeschi arresisi nella sacca della Ruhr

Mentre gli anglo-canadesi puntavano su Brema e Amburgo, raggiunta il 2 maggio, per anticipare i russi in Danimarca, le unità americane al centro, con quasi 4 000 carri armati, puntarono verso il fiume Elba. Il 10 aprile, raggiunsero Hannover, il 14 cadde Lipsia; il 13 aprile costituirono una prima testa di ponte sul fiume vicino a Magdeburgo, a 120 km da Berlino. In questa zona, alcune divisioni tedesche opposero resistenza e bloccarono l'avanzata americana; del resto, secondo le disposizioni di Eisenhower, la linea dell'Elba doveva costituire il limite massimo d'avanzata alleata su cui si doveva incontrare i russi. Più a sud, le colonne del generale George Patton avanzarono in Sassonia e Baviera, in direzione dell'Austria, mentre altre forze americane e francesi penetrarono in Baviera, dove il 19 aprile cadde Norimberga e il 2 maggio Monaco, alla ricerca di un inesistente ridotto nazista alpino in cui, secondo l'intelligence alleata, Hitler e i suoi fedelissimi avrebbero dovuto opporre l'ultima resistenza. In realtà, l'esercito tedesco ad ovest aveva ormai cessato di combattere; milioni di soldati si consegnarono spontaneamente agli alleati per non cadere in mano ai sovietici. Durante la loro avanzata, gli alleati liberarono diversi campi di concentramento e di sterminio nazisti, che svelarono pienamente il piano di sterminio del Terzo Reich; inoltre, già il 27 gennaio le truppe sovietiche erano entrate nel campo di Auschwitz in Polonia.

#### La battaglia di Berlino e la fine del Terzo Reich
Fino all'ultimo, Hitler, ormai disperato e quasi farneticante, pianificò fantomatiche offensive e proclamò propositi di resistenza a oltranza, utilizzando i miseri resti delle armate sconfitte, anziani e giovanissimi del Volkssturm e divisioni "fantasma", create frettolosamente con nomi altisonanti e pochi mezzi. Ancora il 6 marzo, le divisioni corazzate Waffen-SS, ritirate dalle Ardenne, sferrarono un'ultima offensiva in Ungheria nella zona del lago Balaton. Dopo duri scontri le forze sovietiche contennero l'attacco e passarono alla controffensiva il 16 marzo. Ormai in disfacimento, le armate tedesche ripiegavano per difendere Vienna ma le colonne russe proseguirono superando tutti gli sbarramenti. Vienna cadde il 13 aprile dopo alcuni duri scontri in città e i russi si incontrarono il 4 maggio con gli americani provenienti da ovest nella regione di Linz.

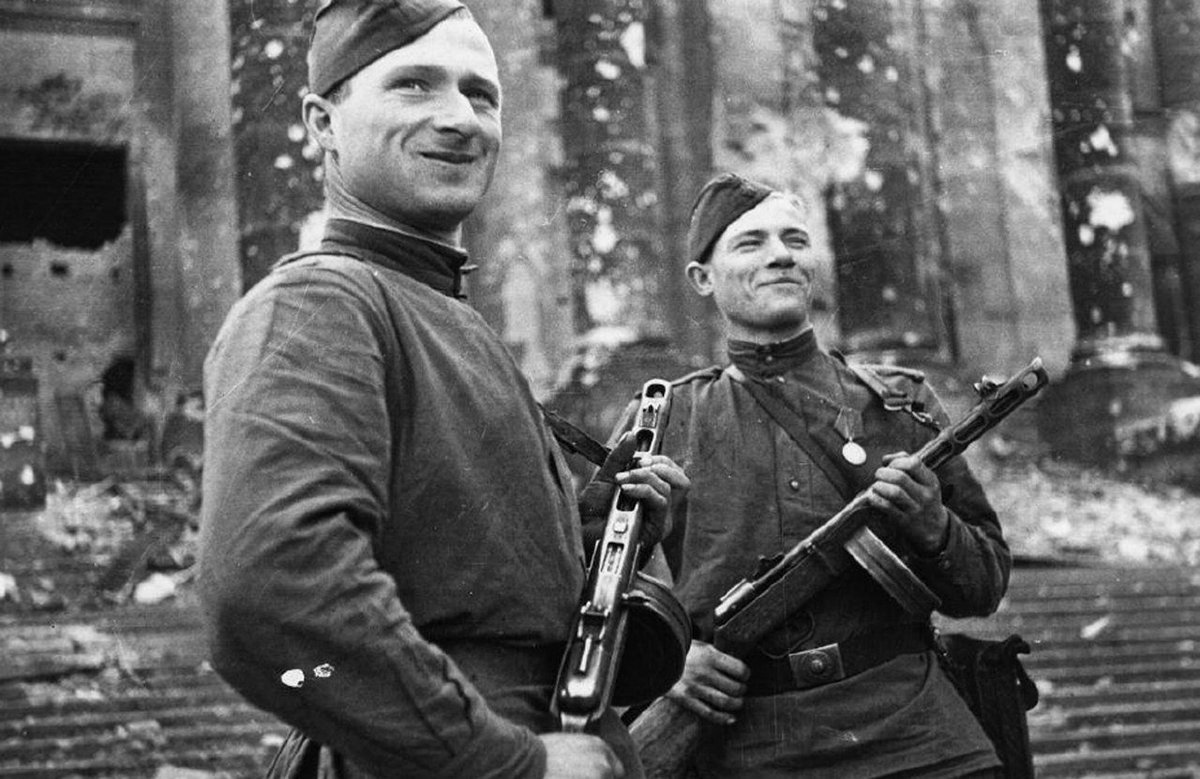
I sergenti Meliton Kantaria e Michail Egorov, posano sorridenti imbracciando i loro fucili mitragliatori PPŠ-41, dopo la conquista del palazzo del Reichstag a Berlino

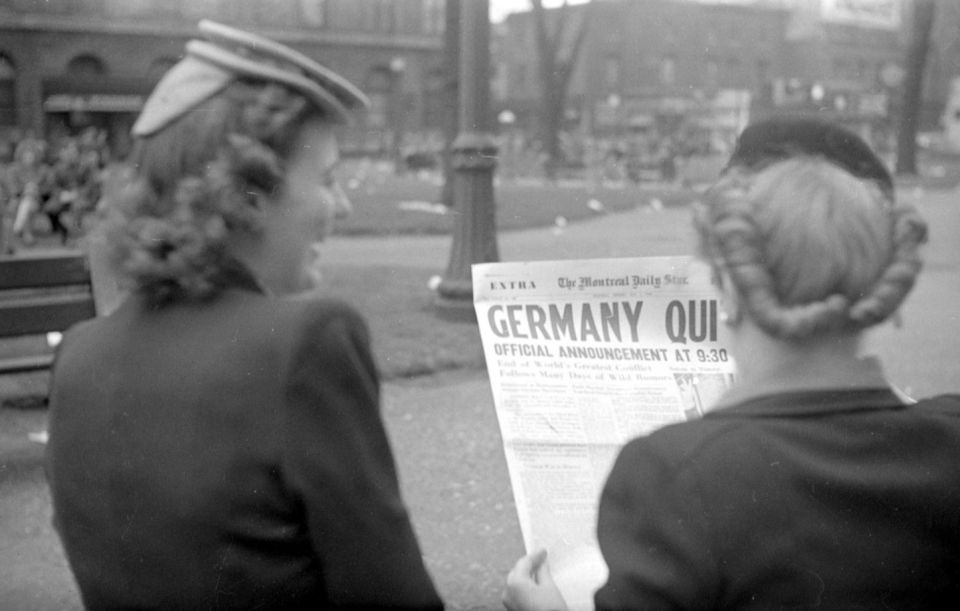
Montreal Daily Star: "Germany Quit" ossia "La Germania abbandona", 7 maggio 1945

Il 16 aprile 1945, l'Armata Rossa sferrò la sua ultima offensiva generale con obiettivo Berlino, L'attacco venne sferrato in gran fretta sotto la pressione di Stalin; di fronte al crollo del fronte occidentale, ai segni evidenti di dissoluzione della resistenza a ovest e alla rapidità dell'avanzata alleata, c'era il rischio che gli Alleati occidentali precedessero i russi a Berlino. Al contrario, la resistenza tedesca sul fronte est si stava rafforzando, con l'afflusso di rinforzi terrestri e aerei dagli altri fronti, e le truppe nemiche erano intenzionate a battersi fino all'ultimo per difendere la capitale e il Führer, ma anche per salvaguardare la popolazione civile e guadagnare tempo in attesa dell'arrivo angloamericano da ovest.
Le forze sovietiche, agli ordini dei marescialli Žukov e Konev, erano imponenti e nettamente superiori a quelle nemiche, ma inizialmente venne impiegata male e confusamente. Le perdite, di fronte alle difese fortificate tedesche, furono altissime e lo sfondamento decisivo, ottenuto con la forza bruta di migliaia di carri armati impiegati in massa, fu ottenuto solo il 20 aprile. Dopo queste difficoltà iniziali, la velocità dell'avanzata aumentò; in campo aperto le armate corazzate sovietiche superarono tutti gli ostacoli e manovrarono per accerchiare la capitale; il 25 aprile cominciò la battaglia di Berlino. Hitler, ormai rassegnato e deciso a terminare la sua vita e quella del Terzo Reich con un vero "Crepuscolo degli Dei" nibelungico, decise di rimanere in città e di organizzare la difesa, contando su reparti raccogliticci di Waffen-SS straniere, resti di Panzer-Division disciolte e truppe del Volkssturm e della Gioventù hitleriana. La battaglia casa per casa fu durissima e sanguinosa, i sovietici avanzarono passo passo da tutte le direzioni lentamente e a costo di pesanti perdite. Dall'esterno, alcuni tentativi di soccorrere Berlino da parte delle modeste forze dei generali Wenck e Steiner fallirono; il cerchio di ferro sovietico era impenetrabile. Sempre il 25 aprile, l'Armata Rossa si congiungeva a Torgau sull'Elba con l'esercito americano arrivato sul fiume il 13 aprile.
La battaglia finale nel centro di Berlino terminò il 2 maggio con la resa della guarnigione. Hitler si era suicidato già il 30 aprile dopo aver sposato il 29 Eva Braun. I sovietici avevano così concluso vittoriosamente, dopo grandi sacrifici, la "Grande Guerra Patriottica". Solo nell'ultima battaglia persero 135 000 uomini mentre le perdite tedesche furono di 400 000 tra morti e feriti e 450 000 prigionieri.

L'ultima manovra sovietica in Europa fu l'offensiva di Praga, insorta contro i tedeschi il 5 maggio, organizzata da Stalin anche per anticipare l'arrivo degli americani. Le colonne corazzate russe si diressero su Dresda, superandola e arrivando nella capitale cecoslovacca il 9 maggio. Sul Baltico le forze sovietiche si erano già congiunte con le truppe inglesi provenienti dallo Schleswig-Holstein, dove si era rifugiato l'ultimo governo del Reich guidato, secondo le disposizioni testamentarie di Hitler, dall'ammiraglio Karl Dönitz.

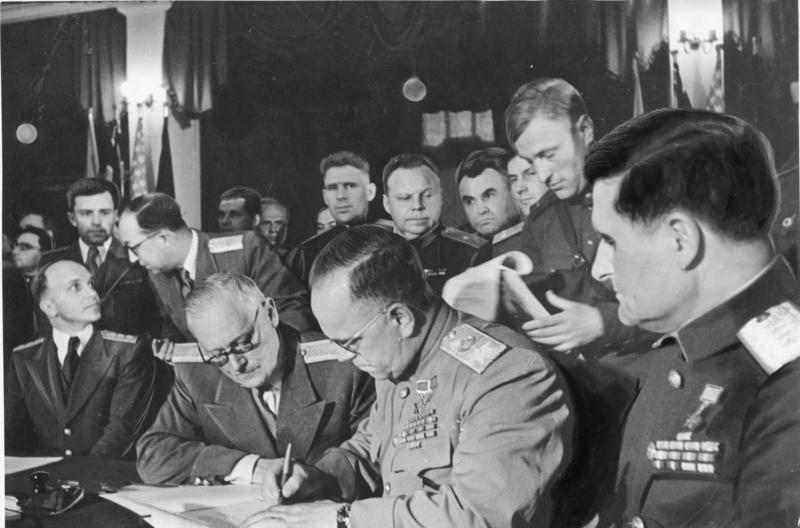
Il maresciallo Žukov firma il documento di resa della Germania l'8 maggio 1945

#### Fine della guerra in Europa
Il 27 aprile 1945, mentre le forze alleate si avvicinavano a Milano, Mussolini venne catturato dai partigiani italiani, mentre tentava di fuggire in Svizzera viaggiando con un convoglio tedesco.  Il 28 aprile Mussolini e vari altri fascisti catturati furono portati a Dongo e fucilati. I corpi vennero portati a Milano ed esposti alla folla in Piazzale Loreto.
Mentre scontri sanguinosi infuriavano ancora a Praga, dove la popolazione ceca era insorta contro i tedeschi all'approssimarsi delle prime colonne sovietiche, il governo di Flensburg allestito da Dönitz si accinse ad accettare la resa imposta dagli Alleati. La capitolazione tedesca a ovest fu firmata ufficialmente dal generale Alfred Jodl il 7 maggio a Reims, alla presenza del generale Eisenhower; la notte dell'8 maggio, al quartier generale del maresciallo Žukov a Berlino, alla presenza dei rappresentanti alleati Carl Andrew Spaatz, Arthur Tedder e Jean de Lattre de Tassigny, il feldmaresciallo Wilhelm Keitel firmò un secondo documento di resa incondizionata della Germania, ponendo ufficialmente fine alle ostilità in Europa.